# Saison 2014-2015 de l'Union sportive dacquoise
Vous lisez un « bon article » labellisé en 2017.
La saison 2014-2015 de l'Union sportive dacquoise est la onzième saison du club landais en seconde division du championnat de France, la sixième consécutive depuis son retour au sein de l'antichambre de l'élite du rugby à XV français. Cette saison est la troisième consécutive à lutter pour le maintien en division professionnelle.
L'équipe évolue toujours cette saison de Pro D2 sous les directives de l'entraîneur Richard Dourthe, ce dernier étant épaulé cette année par Brice Miguel. Elle est rapidement classée parmi les deux dernières places du classement, ne s'en extirpant qu'épisodiquement. Le club est officiellement relégué en division fédérale à l'issue de l'avant-dernière journée, et termine la saison à la quinzième place : cette relégation marque la première descente en division amateur de l'histoire de l'US Dax, qui quitte ainsi les divisions d'élite du rugby français. Néanmoins, l'intersaison et donc la préparation de la compétition suivante restera incertaine et agitée.

## Avant-saison

### Objectifs du club
L'objectif de cette saison reste de conserver la place de l’US Dax dans le paysage professionnel du rugby hexagonal. La finalité reste cependant un objectif de bas de classement et d'obtenir le maintien le plus rapidement possible, tout en gérant une fin de saison correcte, afin de trancher avec l'exercice précédent où de lourdes défaites lors de la phase retour ont rapidement égrainé la marge de points acquis au classement lors des vingt premiers matchs,. Les instances du club de Dax, plus petite ville engagée dans le championnat de Pro D2, semblent en effet ne plus ambitionner une remontée dans l'échelon supérieur.

« Aujourd'hui, le niveau d'exigence du Top 14 fait que ce n'est plus pour nous. Cette élite du rugby est devenue l'exclusivité des grandes agglomérations. »

— Alain Pecastaing, le 4 août 2014

### Transferts estivaux

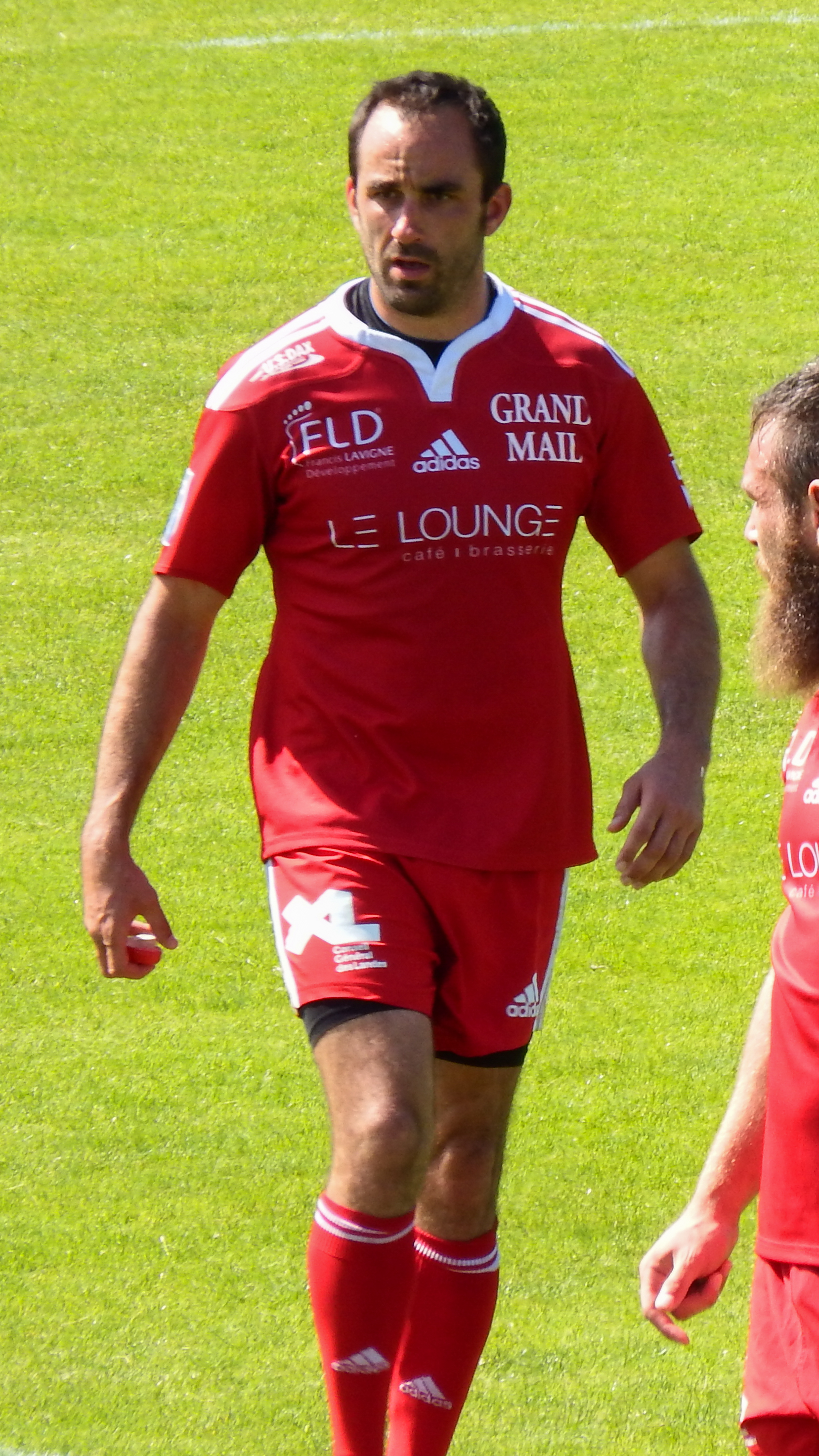
Le transfert de Julien Peyrelongue est la première arrivée officialisée cette intersaison.

L'US Dax ayant sécurisé les objectifs de maintien avec une marge au classement assez importante avant la clôture de la saison précédente, les négociations peuvent ainsi commencer plus tôt que lors de ce dernier exercice. Néanmoins, les transferts officialisés avant la fin du championnat restent discrets. La signature de Rémi Hugues au FC Grenoble est déjà annoncée au mois de janvier. La seule arrivée confirmée est celle de Julien Peyrelongue, Landais ayant grandi dans le Pays d'Orthe, demi d'ouverture formé au Peyrehorade SR et joueur historique du Biarritz olympique pendant 14 ans. Sa signature est la conclusion de contacts avancés avec le club dacquois, alors en recherche d'un joker médical durant la phase retour de la saison 2013-2014. Du côté des prolongations, celle du buteur titulaire Matthieu Bourret est officialisée, ainsi que la promotion du pensionnaire du centre de formation Pierre Justes, récompensé pour son Grand Chelem avec l'équipe de France des moins de 20 ans dans le cadre du Tournoi des Six Nations des moins de 20 ans 2014.
Deux joueurs signent cette année un contrat professionnel, en la personne de Maxime Mathy, déjà sous contrat espoir, et de Pierre Choinard. Le buteur Yoann Laousse Azpiazu voit son statut converti pour officiellement intégrer l'équipe professionnelle comme le stipulait son contrat espoir signé un an plus tôt. Tout comme pour Pierre Justes, le club offre un contrat espoir à Germain Garcia et Thibaut Lesparre. Dix des anciens joueurs de l'effectif sont également prolongés à l'instar de Matthieu Bourret : Victor Damian Arias, Boris Béthéry, Mickaël Bert, Jérémy Dumont, Bastien Adrillon, les frères Charlie et Simon Ternisien, Anthony Salle-Canne et Guillaume Devade gardent leur maillot pour cette saison.
Le centre de formation de l'USD est renouvelé de moitié. Les contrats de quatre jeunes ne sont pas renouvelés : Clément Adami et Jan-Lou Hary restent dans les Landes et rejoignent les rangs du Peyrehorade SR, Pierre Garcia signe au Stade Rodez, et Kévin Boukechiche intègre l'effectif du Céret sportif. Ces départs sont compensés par six signatures de convention de formation : les juniors Alexis Neisen, Jimmy Scholz, Yann Tivoli et Olivier Klemenczak sont promus et rejoints par Charlie Arraté, transféré depuis l’Union Bordeaux Bègles, et Jean-Baptiste Singer, l'espoir de l'ASM Clermont Auvergne.
Les nouvelles mesures du New Deal établies cette saison par la Ligue nationale de rugby permettent entre autres l'assouplissement des règles de prêts de joueurs, afin d'augmenter le temps de jeu des jeunes joueurs. L'US Dax met en application cette nouvelle règle et obtient le prêt de deux joueurs cette saison : outre l'intégration au sein du centre de formation du clermontois Jean-Baptiste Singer, coéquipier de Pierre Justes en équipe de France des moins de 20 ans, le demi d'ouverture Ilian Perraux pose ses bagages à Dax, ne pouvant espérer plus que de disputer le championnat espoirs avec le Montpellier HR.

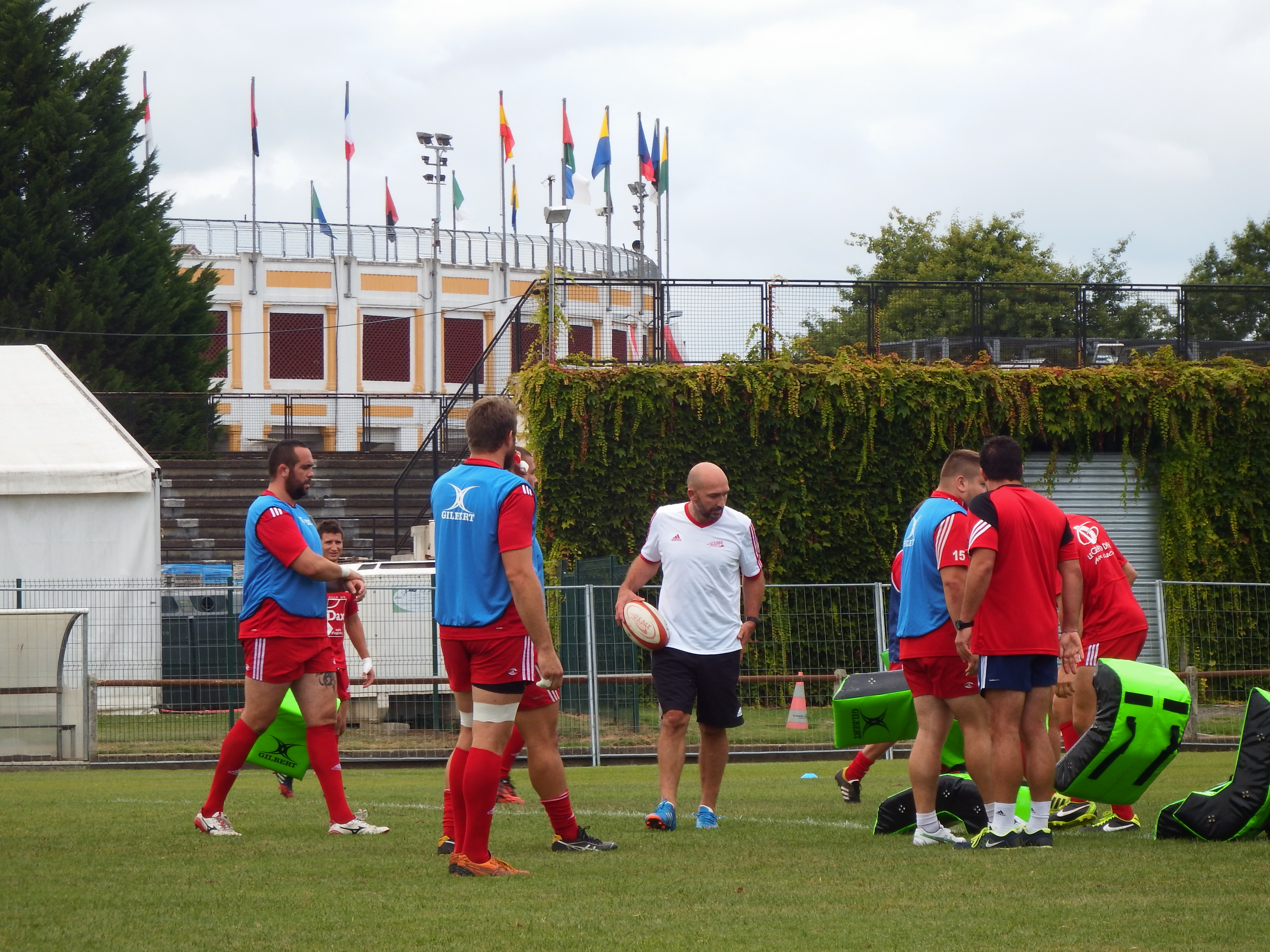
Le nouvel effectif lors d'une des séances d'entraînement estival, sur le terrain annexe du stade Maurice-Boyau.

L'effectif définitif de l'US Dax pour la saison à venir est dévoilé le 30 juin. Le pilier Romain David quitte le FC Grenoble pour rejoindre le pack dacquois. Il est imité aux postes de première ligne par Fabien Magnan en provenance du FC Auch alors relégué en Fédérale 1, et par le talonneur Maxime Delonca depuis l'USA Perpignan. La deuxième ligne est renforcée par Grégory Bernard depuis le Tarbes PR. Deux recrues du continent africain viennent grossir l'effectif de la troisième ligne de la mêlée : le sud-africain Ockert Kruger et le capitaine de l'équipe nationale de Namibie Pieter-Jan van Lill quittent respectivement les clubs des Blue Bulls et du Wanderers RC. La mêlée est épaulée par l'ancien demi de mêlée du Stade montois Arnaud Pic, tandis que la charnière accueille au poste de demi d'ouverture Julien Peyrelongue et Ilian Perraux. Les lignes arrières enregistrent l'arrivée de deux fidjiens en provenance de leur championnat national, l'ailier Sakiusa Bureitakiyaca et le centre Leone Ravuetaki. Ce dernier remplace le centre samoan Anitele'a Tuilagi, qui malgré un pré-contrat avec l'USD rejoint les Newcastle Falcons en Angleterre. L'ancien dacquois Jean-Matthieu Alcalde fait son retour au club après une saison chez son club formateur le ROC La Voulte-Valence. L'effectif présente ainsi finalement treize nouveaux joueurs, prêts inclus.
En comptant le départ de Rémi Hugues vers Grenoble, seuls deux joueurs sortants du club de l'US Dax sont recrutés par des clubs professionnels : Samy Ben Letaief rejoint ainsi l'US Montauban, tout juste promu en Pro D2. Thomas Larrieu prend le même chemin que Pierre Garcia et gagne l'Aveyron. Les recrues de l'an passé Yassin Boutemane, Fabrice Tao et Clinton Sills ne sont pas conservées : le premier retourne vers son club formateur, le Soyaux Angoulême XV, le deuxième rejoint le RC Aubenas, son premier club métropolitain,, tandis que le dernier rejoint son pays d'origine. Le joker médical Ruehan van Jaarsveld n'est pas non plus conservé et rejoint le RC Hyères-Carqueiranne-La Crau qui vient d'accéder à la Fédérale 1. L'US Romans recrute deux joueurs de la maison rouge et blanche, Étienne Quiniou et Noa Soqeta. Thomas Vervoort s'engage avec l'UA Libourne, tandis que Romain Lacoste rallie le voisin tyrossais.

### Préparation de la saison

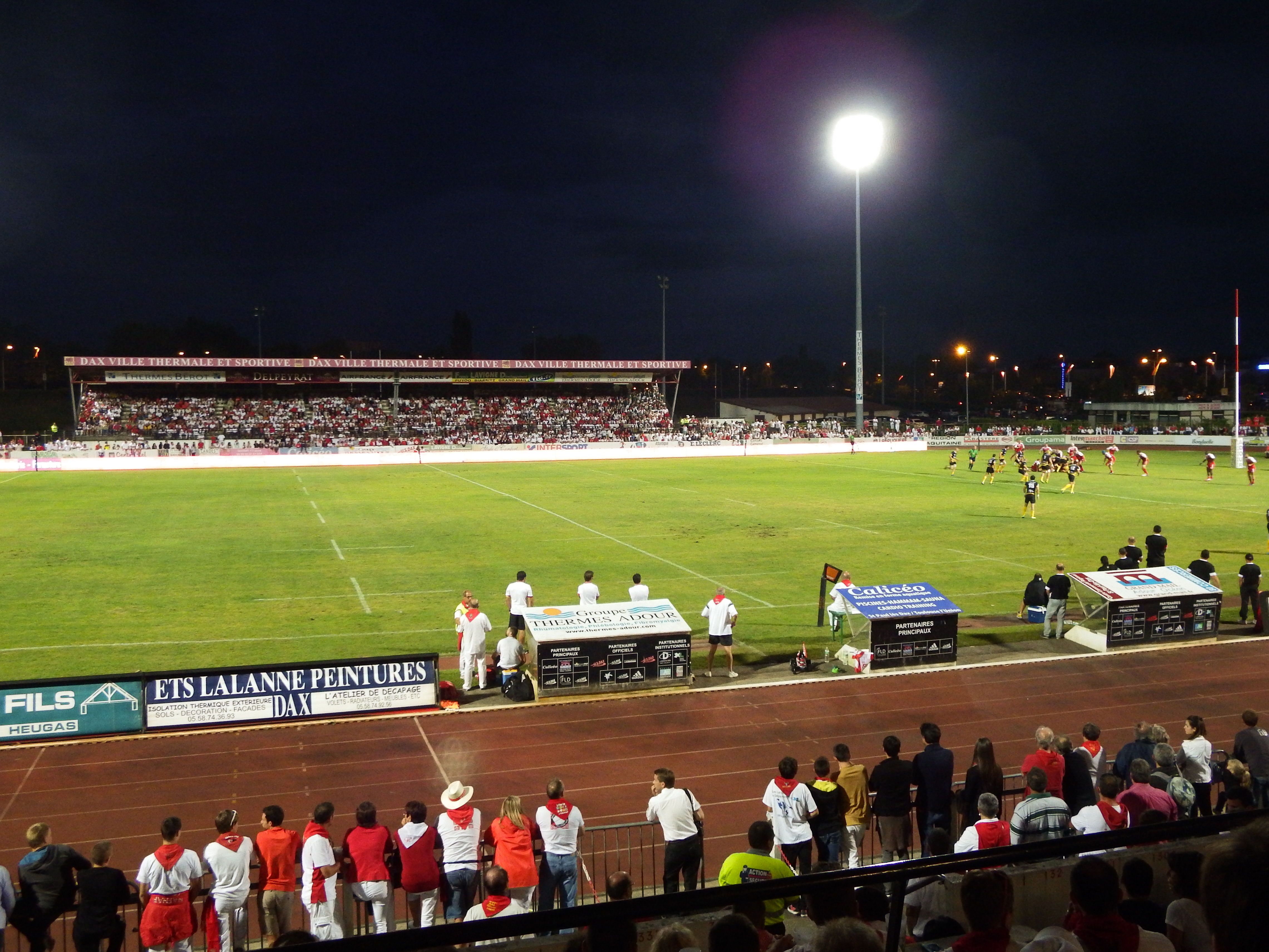
Le traditionnel match amical joué pendant les fêtes de Dax se joue cette année contre le Stade montois.

Le club reprend l'entraînement le 16 juin sous la direction d'un duo d'entraîneur comprenant un nouveau visage, celui de Brice Miguel qui entraînera les avants en compagnie du manager en place Richard Dourthe. Le staff délocalise plusieurs séances sur les plages landaises de Moliets-et-Maa,. L'ensemble de l'effectif est présenté le 4 août aux abonnés.
En marge de la préparation physique, l'USD dispute trois matchs amicaux. Le premier, mis en place à Labouheyre contre l'US Montauban, est organisé pour récolter des fonds destinés à l'école de rugby du club local. Le deuxième match est joué face au SC Albi, et le dernier contre le Stade montois pour le traditionnel match de la féria au stade Maurice-Boyau, qui accueillera ainsi deux fois le derby landais cette saison. Les résultats de cette série préparatoire sont croissants avec le calendrier : après une première défaite (7-15), les rouge et blanc arrachent ensuite le nul (16-16) pour finir sur une victoire devant son public (23-6).
Le calendrier de la saison 2014-2015 de Pro D2 est dévoilé par la Ligue nationale de rugby le 5 juillet. L'US Dax commence ainsi le championnat sur le terrain du Tarbes PR ; le derby landais est planifié à Mont-de-Marsan en clôture de la phase aller, tandis que le match retour se joue dans le cadre de la 24e journée,.

## Saison régulière

### Championnat

#### Une mauvaise entame de saison - Journées 1 à 5

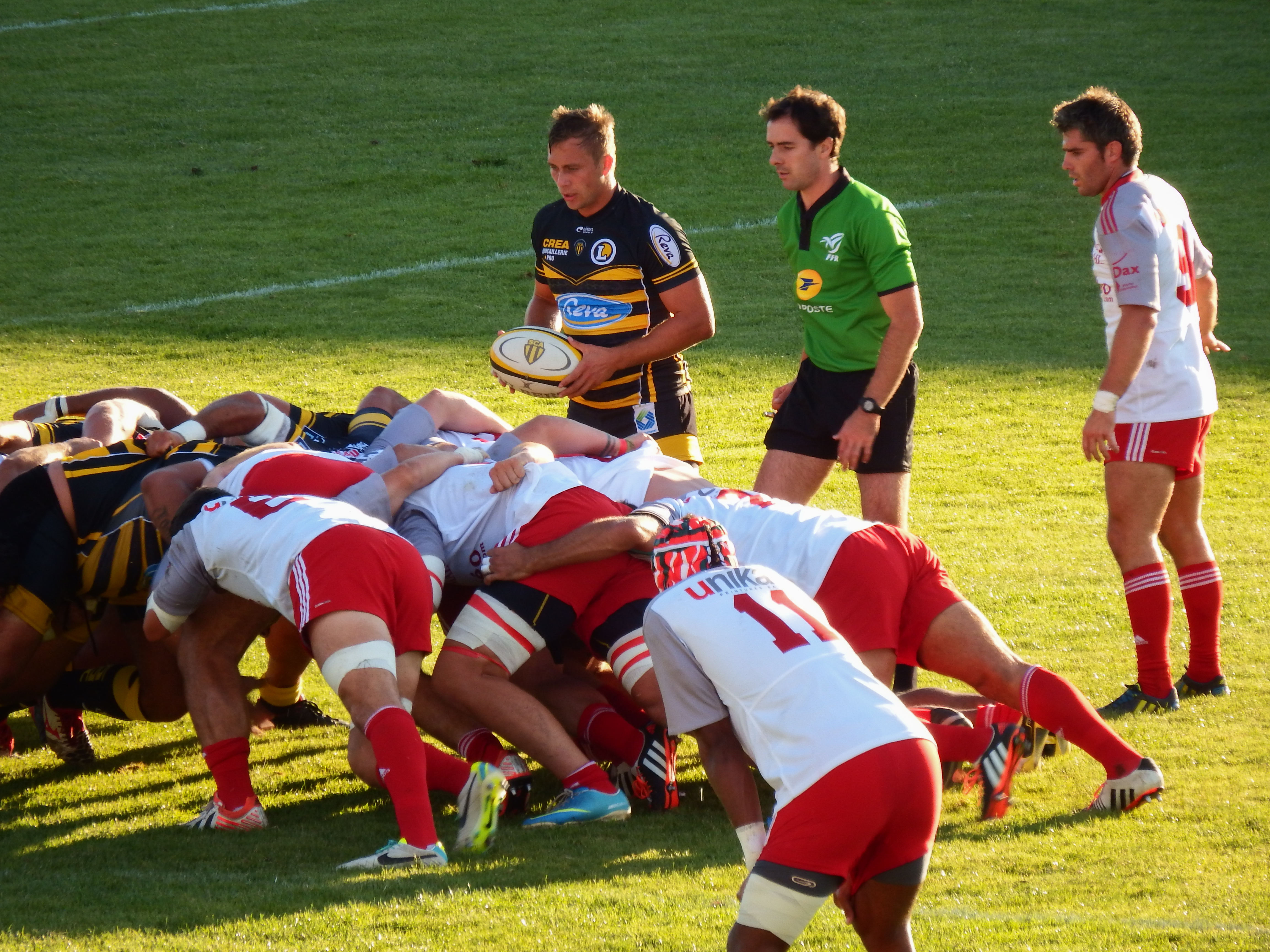
L'US Dax perd chez le SC Albi, mais récolte son premier point de bonus défensif de la saison.

Pour l'ouverture de la saison, l'US Dax illustre les nouvelles mesures du New Deal mises en place par la Ligue nationale de rugby : en s'inclinant sur la pelouse du Tarbes PR sur le score de 28 à 22, en d'autres termes sur un écart de six points, les Landais ne s'emparent pas du bonus défensif, requérant à partir de cette saison de tenir une marge inférieure ou égale à cinq unités. Si la défense dacquoise a permis de réduire l'écart entre les deux équipes, tenant la marque à égalité à 20 minutes de la fin du match, les phases de conquêtes trop peu nombreuses ont laissé échapper le bonus défensif,.
Le club du quinze dacquois accueille l'US Montauban pour son premier match à domicile, promu de Fédérale 1 à l'issue du dernier exercice, et occupant également le fauteuil de leader à l'issue de la première journée du championnat. Présentant un visage fébrile en première mi-temps, les joueurs de l'USD se montrent plus dangereux à la reprise, décrochant une victoire 17 à 12 grâce au seul essai inscrit du match,.
Ils enchaînent avec une deuxième réception d'affilée avec la venue du CS Bourgoin-Jallieu. Alors que les Berjalliens se sont imposés une semaine plus tôt à l'extérieur, ils réitèrent leur performance, et font s'incliner les Dacquois à domicile sur le score de 20 à 26, ces derniers étant menés de quinze points après la reprise de la seconde mi-temps. Le club landais présente un maigre bilan comptable de quatre points en trois matchs avant deux déplacements à l'horizon,, successivement chez le deuxième et le leader du championnat.
Ils se présentent ainsi chez le SC Albi dans l'espoir de faire oublier le faux-pas du week-end précédent. Les visiteurs mènent rapidement 10-0, tenant toujours tête à la mi-temps ; malgré deux essais, les occasions ne sont pas toutes concrétisées et les Tarnais finissent par reprendre l'avantage sur un score final de 24 à 20. Si les quatre points de la victoire semblaient à la portée des Dacquois, ces derniers se consolent cependant avec le point de bonus défensif décroché,.
Ils se déplacent ensuite en terres voisines chez la Section paloise pour confirmer les efforts entrevus. Malmenés en première mi-temps, la réaction des Landais ne suffira pas à ramener un point de bonus à la dernière minute, après une transformation ratée achevant le match sur la marque de 22 à 15 en faveur du leader béarnais. Cette nouvelle défaite non bonifiée refoule l'USD à la 16e et dernière place du classement,.

#### Désillusions en déplacement - Journées 6 à 12

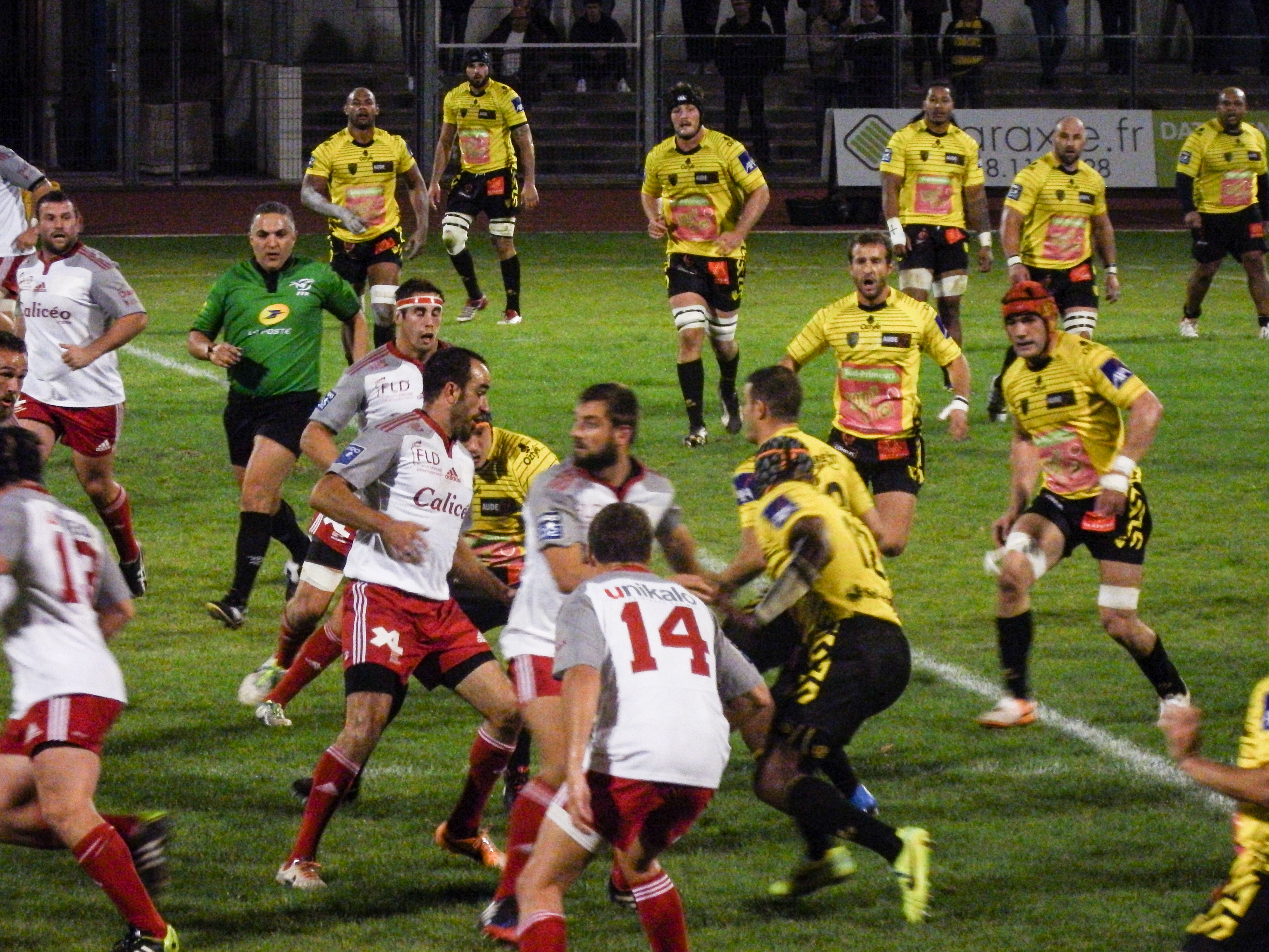
Après sa défaite à domicile contre Colomiers, les Dacquois s'inclinent sans appel sur le terrain de Carcassonne.

Après un premier bloc de cinq matchs, l'infirmerie de l'US Dax alors complète commence à se vider, permettant de renouveler la feuille de match pour tenter de se sortir de la place de lanterne rouge. Les rouge et blanc se défont difficilement du Stade aurillacois devant son public et ne prennent le large qu'en fin de rencontre pour finir sur le score de 16 à 3,. Durant cette victoire sans éclat, les joueurs paraissent ne pas oser exploiter toutes leurs munitions, mais le quinze dacquois retient la victoire permettant de sortir de la zone des relégables, ainsi l'apport des retours de l'infirmerie, entre autres les recrues fidjiennes et africaines n’ayant pas pu évoluer sur le terrain cette saison avant ce match.
Les Landais reviennent de déplacement avec une nouvelle défaite après la visite chez le voisin basque du Biarritz olympique. Après avoir passé la moitié de la première mi-temps en infériorité numérique due à de nombreuses fautes, les joueurs menés par le capitaine du jour Julien Peyrelongue, qui refoule la pelouse d'Aguilera après quatorze saisons sous le maillot biarrot, marquent deux essais de près de 100 m et entretiennent l'espoir avec un retard de deux points en fin de match, détenant un bonus défensif virtuel au retentissement de la sirène. Les locaux marquent néanmoins un ultime essai dans les arrêts de jeu réglementaires, privant les Dacquois d'un point au classement sur ce score de 24 à 17. Le match est également marqué par une ambiance sur le terrain tendue, comme en témoigne le total de cinq cartons jaunes pour deux rouges,.
Si l'USD ne s'est pas inclinée sur de gros écarts depuis le début du championnat, elle pointe cependant à la quatorzième place, à la limite de la zone de relégation. C'est dans ce climat qu'elle se prépare à recevoir le Colomiers rugby. Ils s'inclinent pourtant lourdement face au réalisme des Columérins : dépassés et gâchant plusieurs occasions d'essai, ils sont rapidement distancés par la botte de David Skrela pour finalement perdre devant ses supporteurs sur la marque de 16 à 34 et être refoulés au fond du classement,.
Le 29 octobre 2014, la commission de discipline de la LNR prononce « une interdiction de banc de touche et de vestiaire d'arbitres » à l'encontre de Richard Dourthe pour huit semaines consécutives, au motif de « comportements répréhensibles sur le banc de touche » dans le cadre du récent déplacement chez le Biarritz olympique. Il est ainsi requalifié à partir du 7 janvier 2015.
En déplacement chez l'US Carcassonne, les rouge et blanc concèdent une défaite à l'extérieur sur le score de 40 à 17, menés de quarante points au terme des cinquante premières minutes avant de réagir tardivement,.

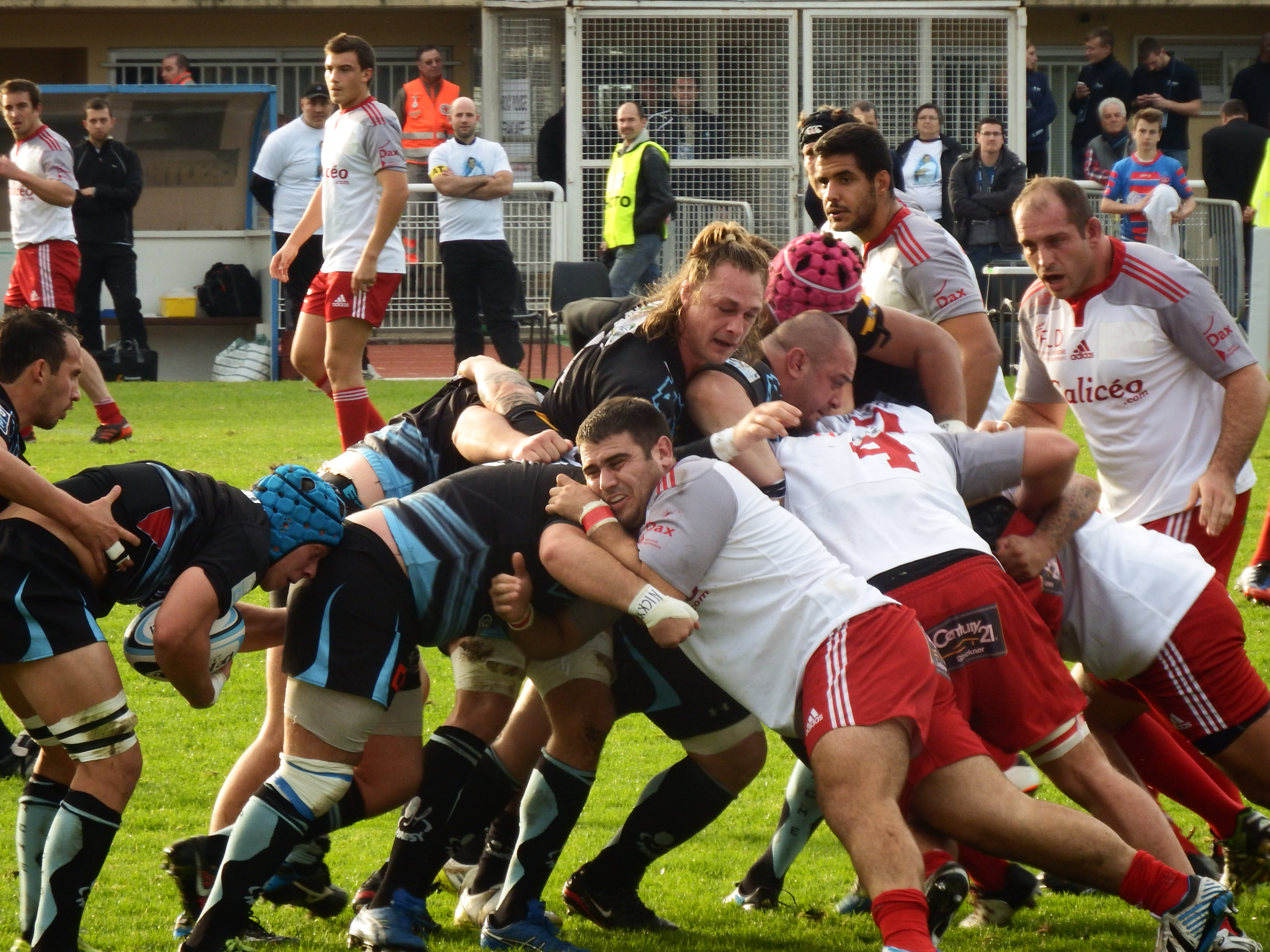
L'US Dax s'incline lourdement en déplacement chez le RC Massy, concurrent direct au maintien.

Le quinze dacquois entrevoit deux réceptions consécutives avec six points de retard sur le premier non-relégable, à commencer par l'ancien pensionnaire de Top 14, l'USA Perpignan. Les deux clubs protagonistes se tiennent au coude-à-coude pendant la première mi-temps, qui verra chez les locaux les sorties sur blessure de deux de ses éléments clés, en marge d'une munition gâchée avec un en-avant dans l'en-but adverse. L'équipe conserve pourtant le fil du match et inscrit un essai permettant de prendre une avance confortable, avant de voir la confrontation s'achever sur une victoire dacquoise 19 à 12. Outre un gros travail des avants maintenant sous pressions les assauts catalans, cette prestation est également la première de la saison avec une discipline récompensée par aucun carton, avec quatre-vingt minutes jouées à quinze,. Des interventions du corps arbitral de la Fédération française de rugby à XV avaient été programmées les semaines précédentes par l'US Dax en marge des entraînements avec joueurs et entraîneurs afin d'améliorer la compréhension des règles et réduire les sanctions disciplinaires en vigueur depuis le début de la saison. Si ce succès n’extrait pas l'USD de la zone rouge du classement, il permet une bouffée d'air frais au moral dacquois.
Les rouge et blanc reçoivent le RC Narbonne sous un climat pluvieux intense. Les locaux remportent la rencontre qui ne verra son tableau de score évoluer uniquement sur coups de pied de pénalité. Menant sur le score de 12 à 3 à la mi-temps, plus aucun point ne sera inscrit lors d'une seconde mi-temps toujours humide,.
Après deux victoires à domicile, les Landais subissent une rude déconvenue lors d'un match qui aurait pu leur donner de l'air au classement. Face au RC Massy, promu et concurrent direct au maintien, ils s'inclinent sur le lourd score de 50 à 13 et laissent le bonus offensif à leurs adversaires du jour avec cinq essais encaissés contre un seul inscrit en fin de rencontre. Réduits en effectif par les cartons jaunes se succédant, la défense dacquoise ne parvient pas à contenir la conquête francilienne en seconde mi-temps, ni à contre-attaquer,.

#### Bloc de défaites successives - Journées 13 à 19
Après son échec retentissant, l'effectif est remanié pour un deuxième déplacement de plus grande augure chez le SU Agen, permettant entre autres à Romain David, recrue estivale, de disputer son premier match sous les couleurs dacquoises à l'issue de sa blessure longue durée. Le mot d'ordre partagé est de réaliser une bonne prestation chez les voisins aquitains afin de se faire pardonner de celle du week-end précédent. Les joueurs manquent de peu de ramener les quatre points de la victoire en représailles. Face à des Agenais dans le doute, les Dacquois ramènent un deuxième bonus défensif de l'extérieur sur le score de 22 à 17,, malgré les polémiques autour de deux potentiels essais refusés.
Les représentants de la ville de Dax jouent leur dernier match de l'année devant son public dans le cadre de la réception de l'AS Béziers tandis que ses deux concurrents directs au maintien, le RC Narbonne et le CS Bourgoin-Jallieu, se rencontrent. Profitant des nombreuses pénalités concédées par les Bitterois pour garder l'avantage sur coups de pied, les locaux assoient définitivement leur victoire 28 à 16 avec un essai en fin de match,.
La phase aller du championnat s'achève en mettant à l'affiche le derby landais, joué exceptionnellement en ouverture du week-end le vendredi soir, en raison de la diffusion télévisée de la rencontre. Si la dernière confrontation entre les deux clubs du département et son score de 40 à 0 en faveur de la préfecture reste dans tous les esprits, celle-ci s'annonce plus partagée : en plus d'une pelouse détrempée par les conditions climatiques de la semaine et les enjeux de chacun des protagonistes, les locaux cherchent des points pour la qualification en demi-finales tandis que les visiteurs sont toujours à la recherche d'un résultat à l'extérieur dans la lutte du maintien. Les pronostics se révèlent justes : le tableau de score indique 6-3 à la moitié de la seconde mi-temps, faute aux mauvaises statistiques du SMR face aux perches et celles de l'USD en touche, respectivement dix-neuf points manqués et huit touches perdues. L'issue se dessine alors dans le dernier quart du match, alors que deux cartons jaunes sont concédés par les Dacquois en l'espace de deux minutes. Les Montois profitent de cette supériorité pour inscrire deux essais et finir sur une victoire 16 à 3,.

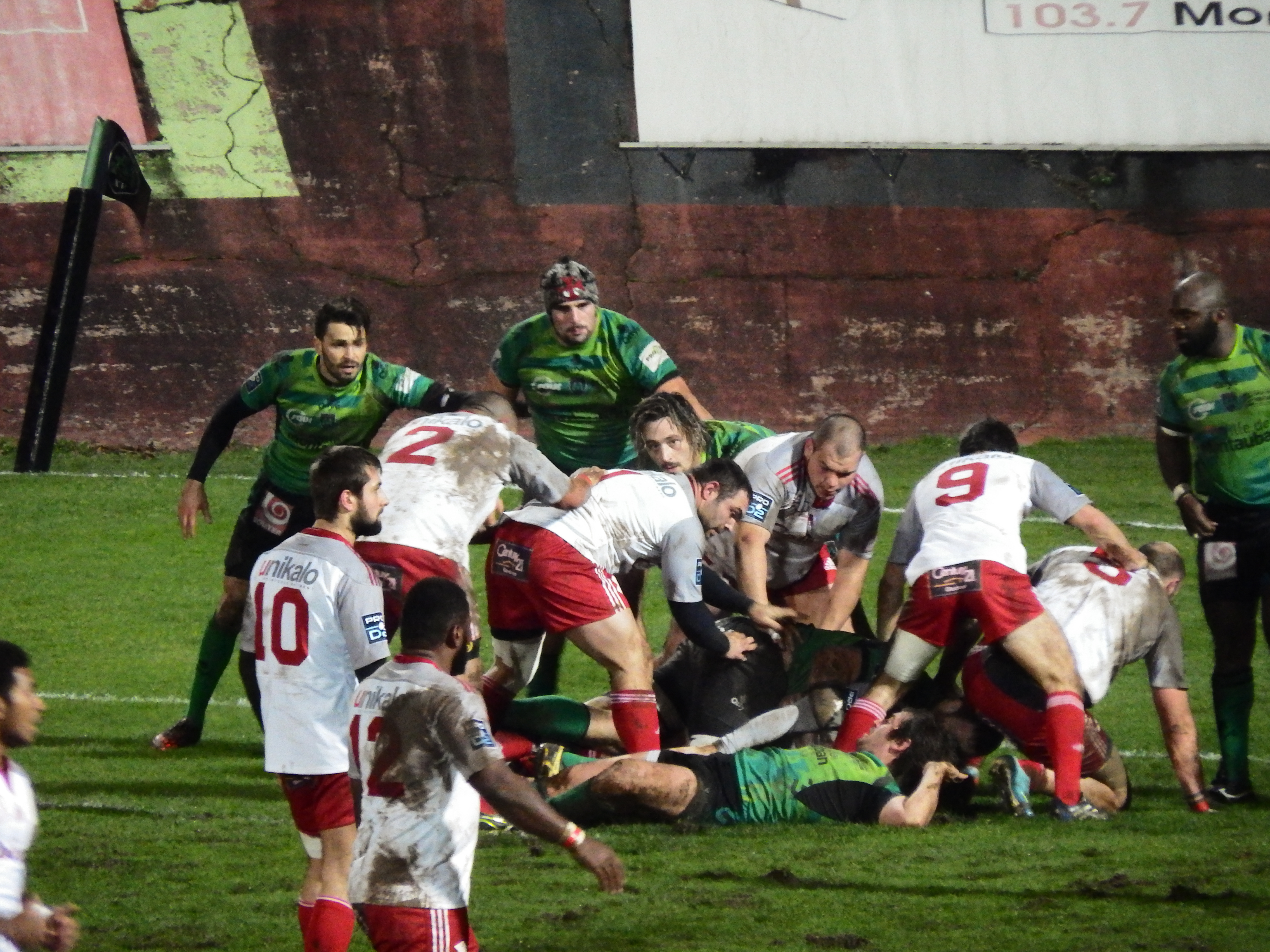
Malgré leur avance au score pendant la majorité de la partie, les Dacquois manquent de remporter une victoire à l'extérieur, chez l'US Montauban.

L'US Dax entame l'année 2015 et la phase retour du championnat de la plus mauvaise des manières. Elle s'incline en effet sur son terrain contre le leader palois sans point de bonus sur le score de 8 à 20, peinant à franchir la ligne d'en-but pour réduire l'écart malgré un meilleur temps de possession de balle, et retourne à nouveau en zone relégable,.
C'est chez des Montalbanais promus de Fédérale six mois plus tôt mais classés assez haut pour sembler se maintenir à la fin de la saison que les rouge et blanc se déplacent. Ces derniers surprennent néanmoins les locataires de la cuvette de Sapiac, menant 0 à 14 à la mi-temps. Alors que les Landais mènent toujours à quatre minutes du terme de la rencontre, les Tarn-et-garonnais marquent un troisième essai en moins de dix minutes et anéantissent les espoirs d'une victoire à l'extérieur dacquoise, pour s'imposer 21 à 17 et laisser leurs invités du soir rentrer avec une grande frustration et un unique point de bonus,.
De retour à domicile, le quinze dacquois accueille des Carcassonnais amputés de plus des deux tiers de son effectif titulaire type. Alors que la réaction attendue était de reproduire la prestation des soixante-dix premières minutes jouées à Montauban, ils s'inclinent une nouvelle fois sur le score non bonifié de 6 à 15, menés pendant la quasi-totalité de la rencontre,.
Avec un bilan provisoire en 2015 de deux défaites sans appel devant son public et d'un déplacement presque bredouille lâché en fin de partie, le club s'enlise alors à la dernière place du championnat et glisse vers une crise interne,. Durant la semaine, la commission de discipline de la LNR annonce une nouvelle suspension de huit semaines à l'encontre du manager dacquois Richard Dourthe, en conséquence de son comportement lors de la rencontre contre la Section paloise. À la suite de cette suspension, le président Alain Pecastaing prend contact avec Marc Dal Maso, entraînant alors les avants de l'équipe nationale du Japon sous les ordres du sélectionneur Eddie Jones pour une mission de consultant de deux mois du 3 février à fin mars, avec l'accord de la Fédération japonaise. Il est mis en cohabitation avec le trio d'entraîneurs qui est maintenu après décision des instances du club. Ce staff élargi semble mettre en retrait le manager et l'entraîneur des avants.
En déplacement en banlieue toulousaine, les Landais rentrent bredouilles de leur rencontre face au quinze columérin, menés au score tout au cours du match et dont la réaction en seconde mi-temps ne suffit pas à décrocher un bonus défensif potentiellement utile pour la sortie du statut de relégable, s'inclinant finalement 19 à 10,.

#### Lutte mouvementée pour le maintien - Journées 20 à 25

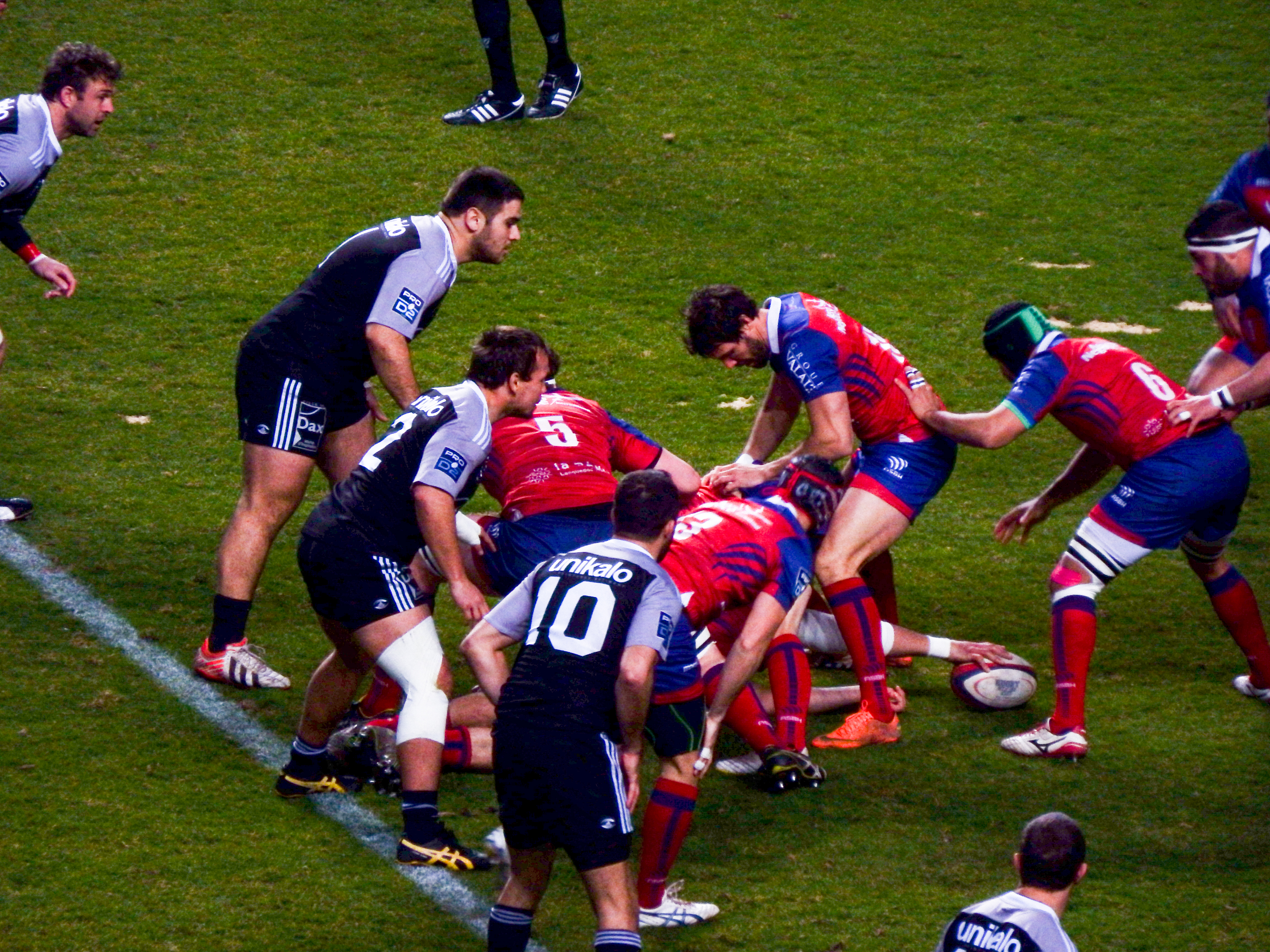
Au retour de la trêve, les Dacquois sont défaits sur le terrain de Béziers.

Le club et l'effectif dacquois préparent la réception du voisin tarbais autour de Marc Dal Maso, ce dernier intégrant les sessions d'entraînement dès cette semaine. Pour ce troisième match de 2015 devant le public de Maurice-Boyau, les locaux démontrent un bilan offensif inhabituel, inscrivant quatre essais alors que seuls vingt-quatre ont été marqués en l’espace de dix-neuf journées. Achevant la partie sur le score de 33 à 15 et récompensés de quatre points au classement, sans bonus offensif, leur rang comptable au classement reste inchangé,.
À dix journées de la clôture du championnat et au vu de la position comptable au classement, les joueurs de l'US Dax et son staff élargi réduisent la période de trêve afin de mieux préparer les matchs à venir, à commencer par le déplacement sur les terres bitteroises. Les rouge et bleu les assomment dès l'entame de la rencontre et dominent la première mi-temps, rentrant aux vestiaires avec plus de vingt-cinq points d'avance dont deux essais en contre. Les Dacquois réagissent néanmoins à la reprise, ne permettant aucune manœuvre à leurs hôtes au tableau d'affichage. Remontant au score en commençant par priver l'ASBH d'un bonus offensif, leur réaction reste trop tardive pour espérer rentrer dans les Landes avec des points au classement, s'inclinant 29 à 15,.
La première mi-temps de la réception du prétendant agenais aux demi-finales se résume à un duel de buteurs, à défaut de voir la ligne d'en-but franchie. À la pause, les fautes des blanc et bleu profitent aux locaux qui virent en tête. Creusant l'écart à l'approche de la fin de la rencontre sur un nouveau coup de pied, les Dacquois encaissent trois minutes plus tard un essai agenais, réduisant l'écart à 12 à 10 à moins de dix minutes de la fin de la rencontre. Malgré tout, ces derniers restent acculés dans leur zone des 22 mètres et voient les Landais marquer un essai sur interception. Le match se termine ainsi sur le score de 17 à 10, pour une nouvelle défaite sur le pré de Maurice-Boyau depuis 1999,. Côté dacquois, si cette deuxième victoire de l'année calendaire est un contrat rempli sur cette journée, le club reste lanterne rouge en raison des résultats de ces concurrents directs la veille, et compte sur le déplacement à venir chez l'un d'entre eux, le CS Bourgoin-Jallieu, pour valider ses performances.

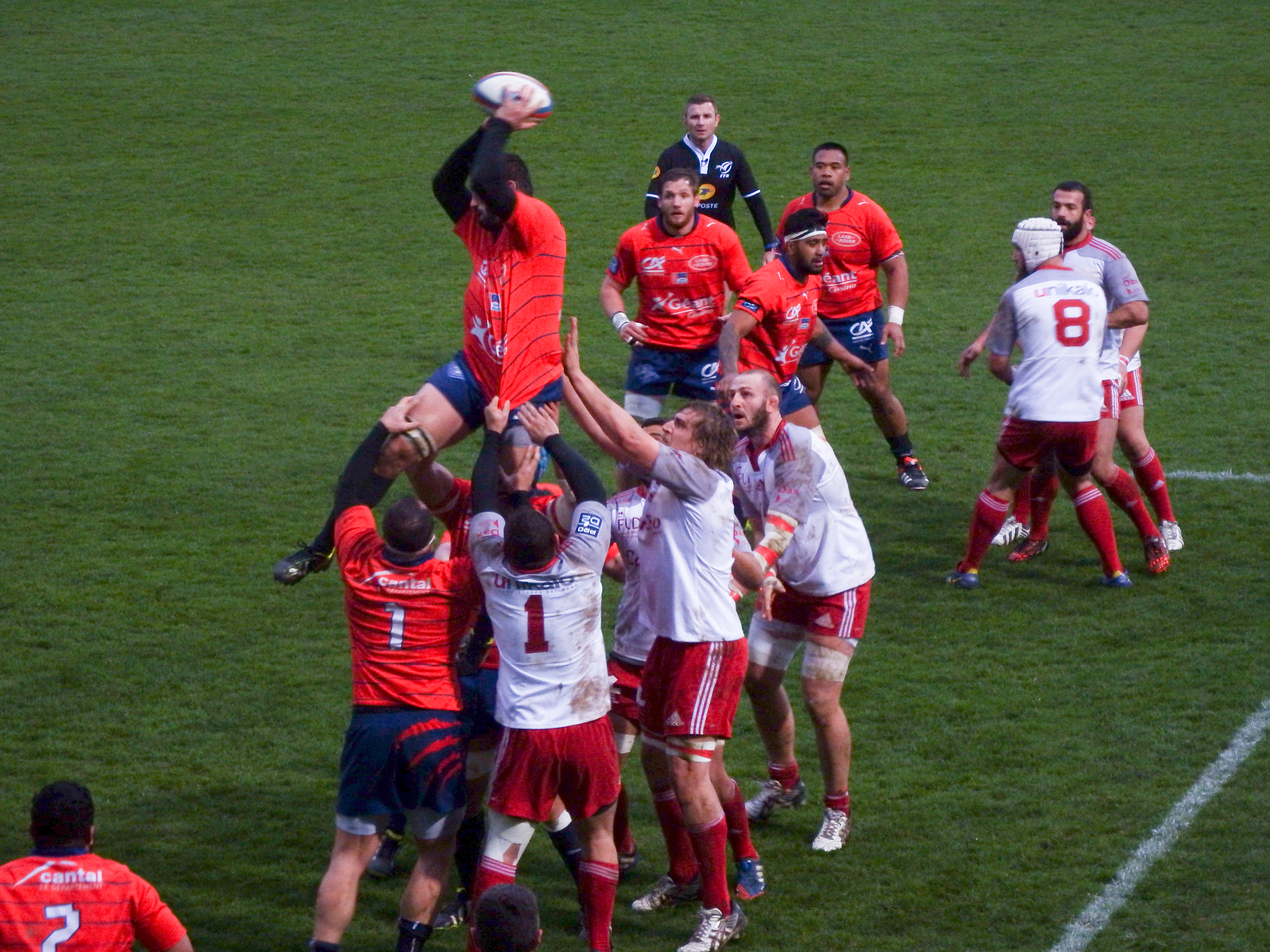
Malgré la dynamique des derniers matchs de leurs visiteurs, le Stade aurillacois inflige une lourde défaite à l'US Dax.

Du côté du Dauphiné, cette réception à domicile apparaît comme l'occasion idéale de distancer l'un de ses rivaux avec une « victoire à huit points ». Le match s'achève pourtant sur un score de parité de 18 à 18. Si les locaux ont inscrit rapidement un premier essai, les visiteurs les rejoignent au tableau de score avant la rentrée aux vestiaires. Après un second essai berjallien, les Dacquois répondent à l'identique en fin de rencontre pour ainsi récolter les deux points au classement du match nul,. Ce résultat conjugué aux défaites de Massy et de Narbonne leur permet de céder la dernière place à ces derniers, de se placer juste derrière les Franciliens et d'empêcher leurs hôtes du week-end de prendre le large dans la lutte à quatre au maintien.
Avant le derby landais, et à quelques journées de la fin de la mission de Marc Dal Maso, des rumeurs du licenciement du manager Richard Dourthe sont dévoilées, bien qu'il lui reste encore une année de contrat. Le président Alain Pecastaing déclare également quitter son poste à la fin de la saison. En marge de ces coulisses agitées, les joueurs se préparent à recevoir leurs voisins montois qui ambitionnent de récolter des points au classement dans la course à la qualification pour les demi-finales. La confrontation se résume à un duel de buteurs, remporté par le joueur dacquois à quatre minutes du terme du match. Cette victoire 18 à 15 permet au club de la sous-préfecture de sortir de la zone des relégables tandis que les représentants de la préfecture doivent se contenter d'un bonus défensif,.
La vingt-cinquième journée de ce championnat marque pour l'US Dax un tournant au niveau de son équipe d'entraîneurs. Le manager Richard Dourthe n'est plus présent sur les terrains d'entraînement depuis le vendredi précédent la rencontre du week-end, une procédure de séparation à l'amiable étant officialisée par les instances du club. Le consultant Marc Dal Maso supervise lui pour la dernière fois la mêlée dacquoise, sa mission se terminant après le déplacement dans le Cantal afin de rejoindre son poste principal en équipe nationale du Japon. Pendant le match, les Dacquois, sortant d'une série de trois rencontres sans défaite, ne parviennent pas à inquiéter les locaux aurillacois. S'ils ont un retard réduit au score à la mi-temps, ils encaissent de nombreux essais et s'inclinent sur la marque de 42 à 6,.

#### La fin de la saison marquée par la relégation - Journées 26 à 30

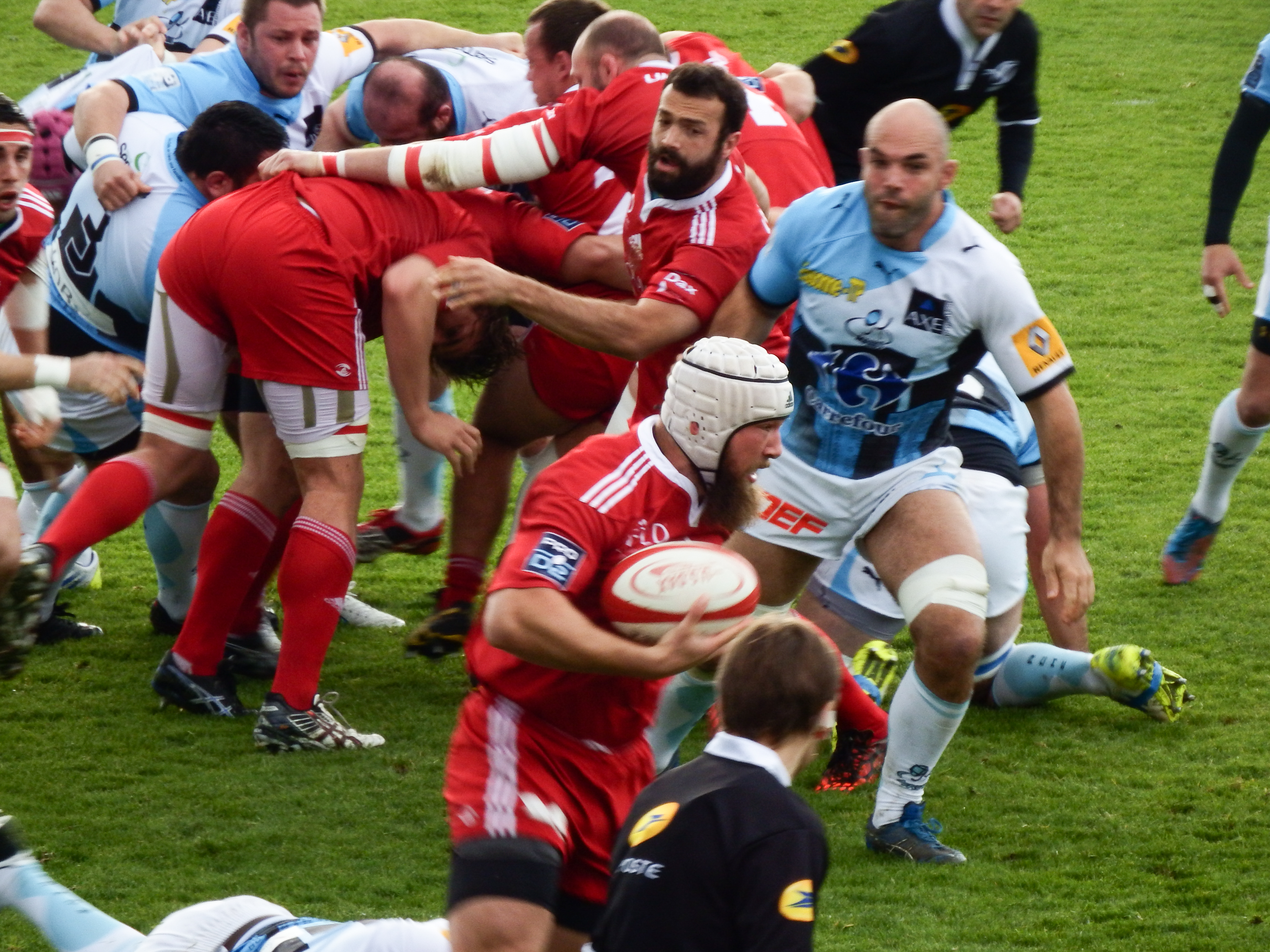
En disposant du RC Massy avec le bonus offensif, l'US Dax entretient ses espoirs de maintien.

À cinq rencontres du terme du championnat, l'US Dax semble en bonne position dans la course au maintien d'un point de vue calendaire ; avec trois réceptions pour deux déplacements, dont deux confrontations directes avec ses rivaux directs, le club a donc l'avantage d'avoir les cartes en main, à commencer par l'accueil du RC Massy au stade Maurice-Boyau qui paraît déjà hors-course. Lors de cette rencontre, les locaux se tiennent à l'ultimatum interdisant tout faux-pas ; après une première mi-temps où les Franciliens se montrent opportunistes et dangereux devant les fautes de son adversaire, les Dacquois se mettent à l'abri en inscrivant plusieurs essais, dont un dernier synonyme de bonus offensif après le signal de la sirène, clôturant le match sur le score de 37 à 10,.
Les rouge et blanc se présentent à Perpignan, chez un des potentiels demi-finalistes en haut de classement, pour un « test-match » avant la « demi-finale » pour la réception du SC Albi et une « finale » chez le RC Narbonne dans l'optique du maintien en Pro D2. L'enjeu de ce match pour les Catalans balaie cependant tout suspense dans cette confrontation : l'USA Perpignan s'impose en effet avec le bonus offensif sur le score à sens unique de 37 à 8, renvoyant l'US Dax dans la zone de relégation, qu'ils avaient quitté une semaine plus tôt.
Le match suivant voit l'US Dax recevoir le SC Albi, pendant que deux des concurrents des Landais se rencontrent, le RC Narbonne et le CS Bourgoin-Jallieu. L'avantage du terrain ne suffit pas à retenir les ambitions du visiteur du jour, dans la lutte pour la qualification en phases finales. Ces derniers bénéficient d'un bon avantage au tableau de score en première mi-temps, mais laissent les Dacquois réagir pour tenter de renverser le cours du match. L'écart reste trop important, et les rouge et blanc s'inclinent 24 à 29, avec un bonus défensif, pourtant insuffisant : cette défaite les condamne à l'emporter à deux reprises pendant les deux journées restantes s'ils veulent encore éviter la relégation.

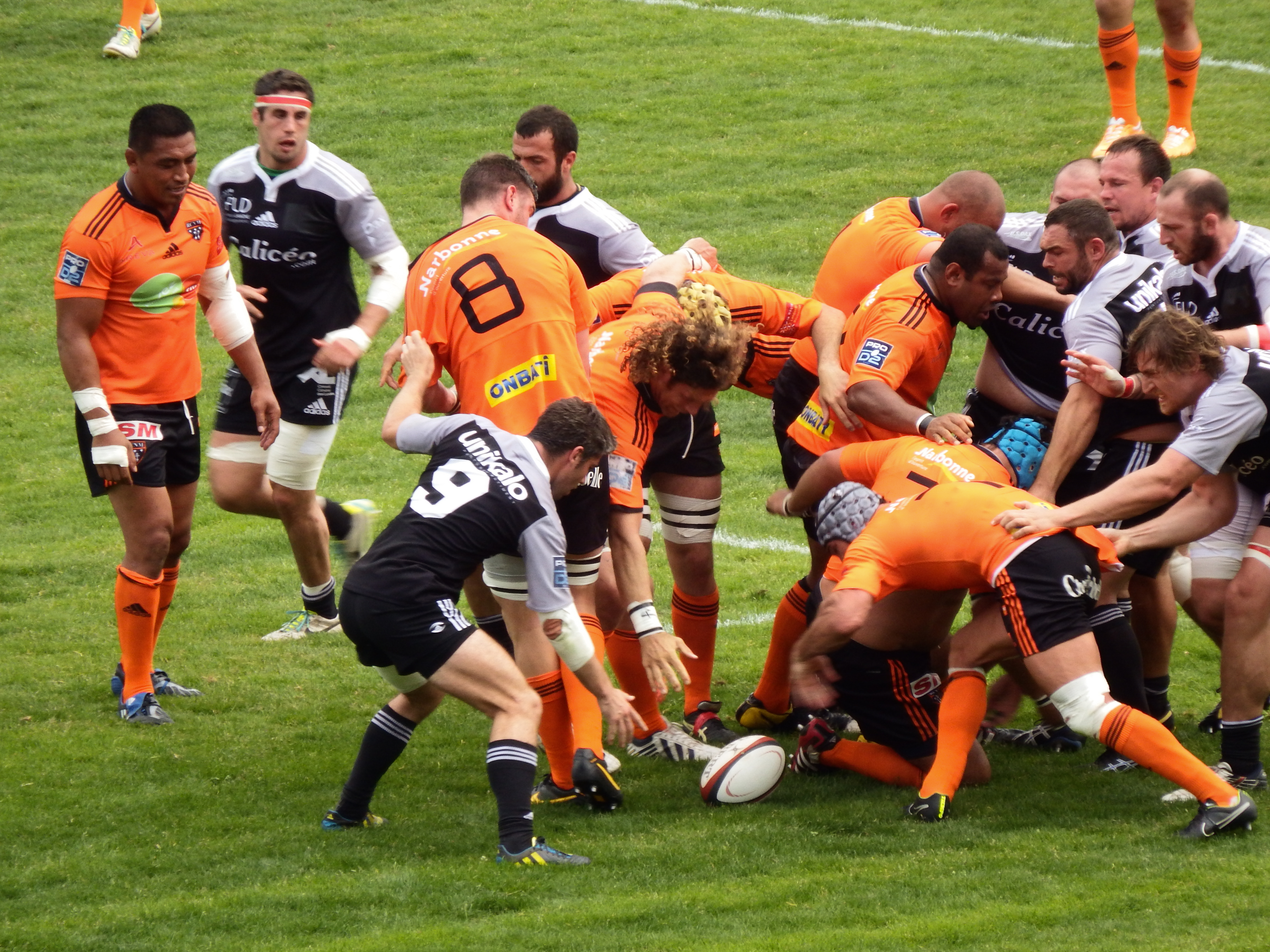
Après sa défaite sur le terrain du RC Narbonne lors de la 29e journée, l'US Dax est reléguée en Fédérale 1.

La rencontre cruciale des Dacquois se jouant le dimanche, une première partie du verdict du championnat de Pro D2 est rendu la veille : le CS Bourgoin-Jallieu se maintient officiellement, ce qui en parallèle condamne le RC Massy malgré sa victoire. La quatorzième et la quinzième place se jouent alors entre les deux protagonistes de ce dimanche, le RC Narbonne et son visiteur l'US Dax. Ce match fait l'objet d'une forte affluence chez les supporteurs rouge et blanc, malgré la distance.
La première mi-temps est assez partagée au niveau comptable, l'équipe devant au score évoluant à plusieurs reprises, avec un petit écart pour les Narbonnais à la pause. Le deuxième acte au retour des vestiaires ne ressemble en rien aux quarante premières minutes : les locaux inscrivent en tout quatre essais supplémentaires, scellant définitivement l'issue de la rencontre, terminée sur le score de 47 à 20, mais également le sort des deux protagonistes. Les Narbonnais s'assurent ainsi leur place dans la division pour la saison à venir, tandis que les Dacquois n'ont plus aucun espoir de sortir de la zone de relégation quel que soit le résultat de la dernière journée,,.
Pour la dernière journée de Pro D2, les rouge et blanc reçoivent leurs voisins Biarrots, de nouveaux prétendants aux phases finales, dont l'objectif n'est pas encore assuré à 80 minutes du terme de la phase régulière. Les Dacquois, sans aucun enjeu pour leur dernier match professionnel mis à part si ce n'est éviter la dernière place du classement, mène la première mi-temps mais voit les Biarrots inscrire trois essais en près de dix minutes. Les nombreuses fautes concédées par les Basques permet d'équilibrer le score, et les Landais décrochent finalement la victoire grâce à un nouveau coup de pied de pénalité converti à la dernière minute de jeu, leur assurant la 15e place au classement, et privant les Biarrots de demi-finale avec un score final de 29 à 28 ; à noter que la défaite de Massy, jouée en parallèle, verrouillait déjà l'ordre des deux dernières places au classement,.

#### Une relégation historique et une post-saison tumultueuse
L'US Dax est sportivement reléguée au terme de cette saison en Fédérale 1, soit pour la première fois dans l'histoire du club en division amateur,. Malgré tout, l'intersaison à venir s'annonce pour autant très agitée. En effet, plusieurs événements hypothétisent un maintien administratif en Pro D2 : les projets de fusion entre l'Aviron bayonnais et le Biarritz olympique, finalement abandonnés, ainsi que le refus de l'accession en Pro D2 du Lille MR par la DNACG. Les différentes procédures d'appel du club nordiste retardent la conclusion de cet épisode à la fin du mois d'août, et donc indirectement la révélation définitive de la division où doivent évoluer les Dacquois pour la saison à venir. La LNR officialise le 21 août le repêchage de l'US Dax en Pro D2, soit le lendemain de l'ouverture officielle du championnat.

### Détail des matchs officiels
L'US Dax dispute 30 rencontres officielles durant la saison, participant au championnat de 2e division.

### Classement final et statistiques

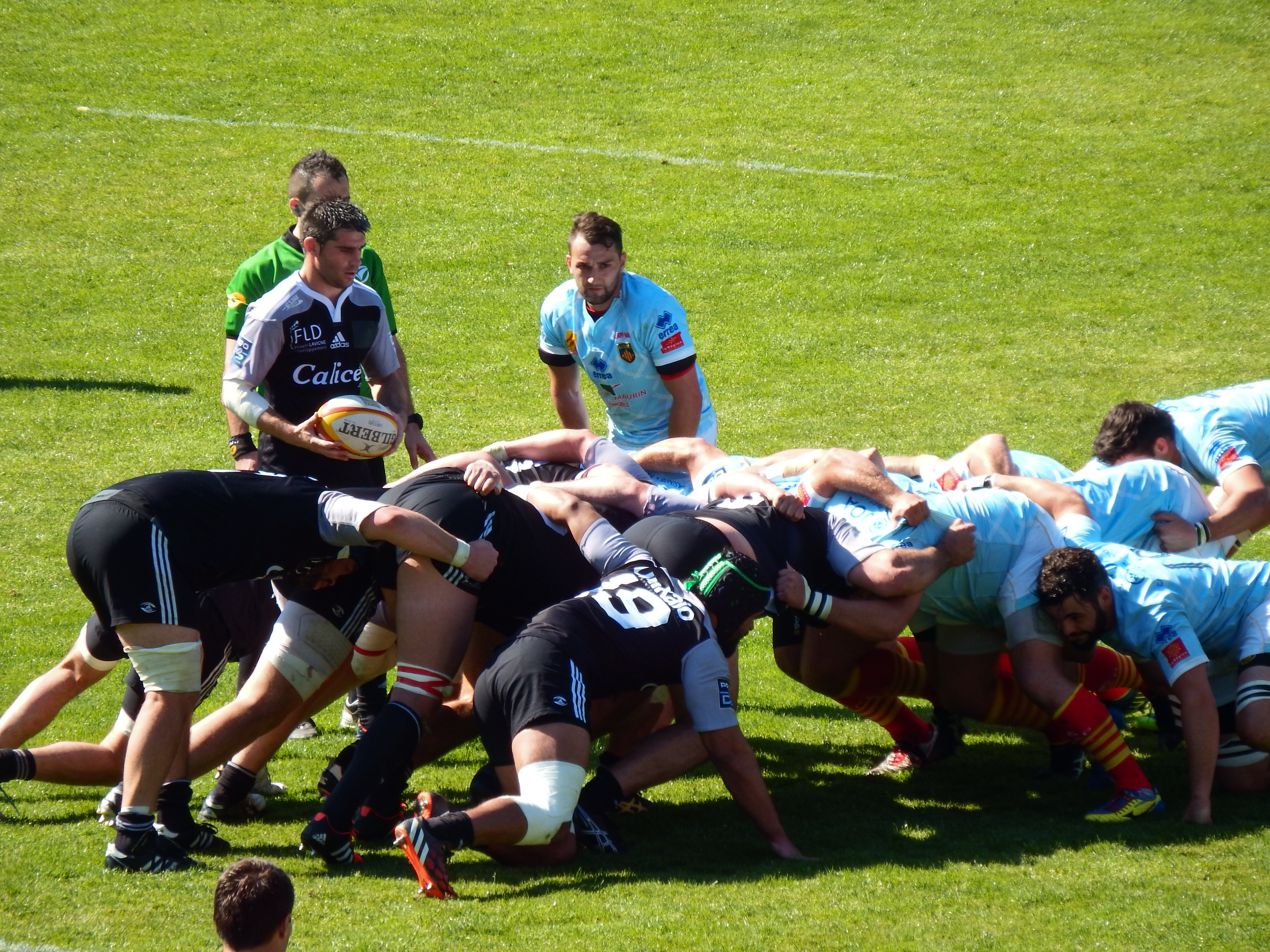
L'US Dax ne remporte aucune rencontre à l'extérieur cette saison, ici à Perpignan.

L'US Dax termine le championnat à la quinzième place avec 10 victoires, 1 nuls et 19 défaites. Avec cinq points de bonus supplémentaires, le club dacquois totalise 47 points,, soit trois de moins que le premier non-relégable, le RC Narbonne. Avec un nul et cinq défaites à domicile contre un nul pour aucune victoire à l'extérieur, il présente un bilan négatif au classement britannique.
L'USD finit dernière attaque du championnat et quatorzième en termes d'essais marqués avec 44 unités. Sur le plan défensif, elle finit douzième défense et à la onzième place des essais en laissant 61 fois sa ligne d'en-but franchie.  Ils accumulent pendant la saison 30 cartons jaunes pour 3 rouges.
| Rang | Club                   | J  | V  | N | D  | Bo | Bd | Pm  | Pe  | Diff | Pts |
| ---- | ---------------------- | -- | -- | - | -- | -- | -- | --- | --- | ---- | --- |
| 1    | Section paloise        | 30 | 20 | 1 | 9  | 10 | 2  | 754 | 530 | +224 | 94  |
| 2    | Stade montois          | 30 | 18 | 0 | 12 | 4  | 7  | 676 | 531 | +145 | 83  |
| 3    | USA Perpignan (R)      | 30 | 17 | 1 | 12 | 7  | 5  | 744 | 615 | +129 | 82  |
| 4    | SU Agen                | 30 | 17 | 0 | 13 | 7  | 6  | 732 | 611 | +121 | 81  |
| 5    | SC Albi                | 30 | 18 | 0 | 12 | 2  | 6  | 651 | 606 | +45  | 80  |
| 6    | Stade aurillacois      | 30 | 16 | 2 | 12 | 6  | 3  | 650 | 579 | +71  | 77  |
| 7    | Biarritz olympique (R) | 30 | 17 | 0 | 13 | 6  | 3  | 647 | 580 | +67  | 77  |
| 8    | Colomiers Rugby        | 30 | 16 | 0 | 14 | 1  | 4  | 635 | 632 | +3   | 69  |
| 9    | US Carcassonne         | 30 | 15 | 0 | 15 | 2  | 4  | 688 | 706 | -18  | 66  |
| 10   | US Montauban (P)       | 30 | 13 | 1 | 16 | 5  | 5  | 627 | 638 | -11  | 64  |
| 11   | AS Béziers             | 30 | 14 | 0 | 16 | 2  | 5  | 620 | 655 | -35  | 63  |
| 12   | Tarbes PR              | 30 | 13 | 2 | 15 | 0  | 6  | 635 | 750 | -115 | 62  |
| 13   | CS Bourgoin-Jallieu    | 30 | 11 | 3 | 16 | 2  | 4  | 548 | 652 | -104 | 52¹ |
| 14   | RC Narbonne            | 30 | 11 | 1 | 18 | 1  | 3  | 604 | 746 | -142 | 50  |
| 15   | US Dax                 | 30 | 10 | 1 | 19 | 1  | 4  | 518 | 687 | -169 | 47  |
| 16   | RC Massy (P)           | 30 | 8  | 0 | 22 | 1  | 8  | 643 | 854 | -211 | 41  |

¹ Le conseil supérieur de la DNACG prononce le 30 juillet, soit avant l'ouverture du championnat, un retrait de dix points au classement à l'encontre du CS Bourgoin-Jallieu pour « manquements graves et répétés, sur deux exercices budgétaires consécutifs, aux règles de comptabilisation et de transparence qui s'imposent aux clubs professionnels vis-à-vis de la DNACG ». Après une procédure d'appel du club à titre suspensif, cette sanction est finalement réduite à six points de pénalités, dont quatre fermes plus deux avec sursis, appliqués à l'issue de la 6e journée du championnat.
|  | Champion de France de Pro D2, promu en Top 14 (no 1).                                                                   |
|  | Participation aux phases finales de barrage pour déterminer le vice-champion, promu en Top 14 (no 2, no 3, no 4, no 5). |
|  | Relégation en Fédérale 1 (no 16).                                                                                       |
|  | R : relégués 2014 • P : promus 2014                                                                                     |

Attribution des points : victoire sur tapis vert : 5, victoire : 4, match nul : 2, défaite : 0, forfait : -2 ; plus les bonus (offensif : 3 essais de plus que l'adversaire ; défensif : défaite par 5 points d'écart ou moins; les deux bonus peuvent se cumuler).
Règles de classement : 1. points terrain (bonus compris) ; 2. points terrain obtenus dans les matches entre équipes concernées ; 3. différence de points dans les matches entre équipes concernées ; 4. différence entre essais marqués et concédés dans les matches entre équipes concernées ; 5. différence de points générale ; 6. différence entre essais marqués et concédés ; 7. nombre de points marqués ; 8. nombre d'essais marqués ; 9. nombre de forfaits n'ayant pas entraîné de forfait général ; 10. place la saison précédente.

## Joueurs et encadrement technique

### Encadrement technique

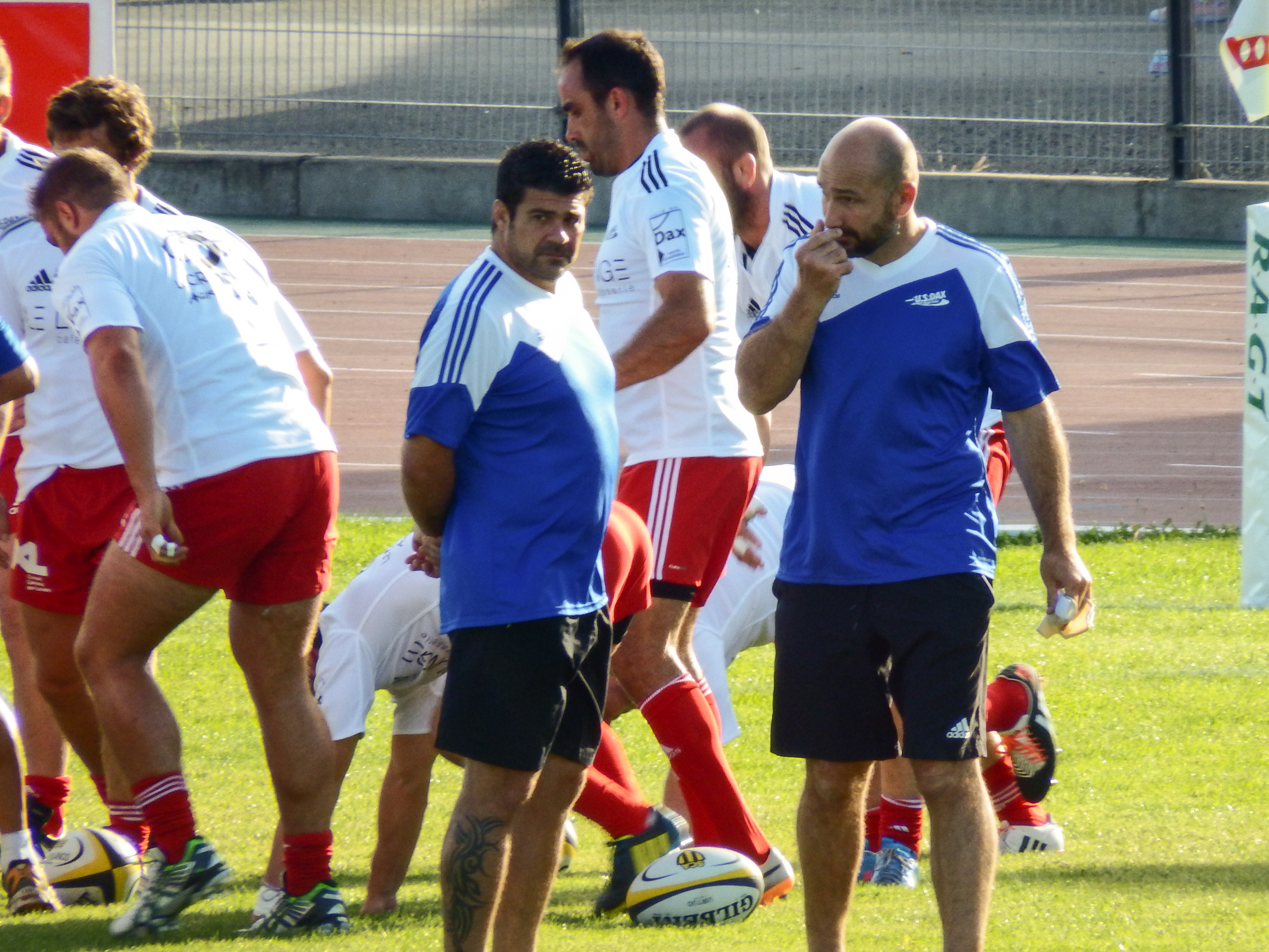
Brice Miguel et Richard Dourthe forment le duo d'entraîneurs principaux de l'US Dax.

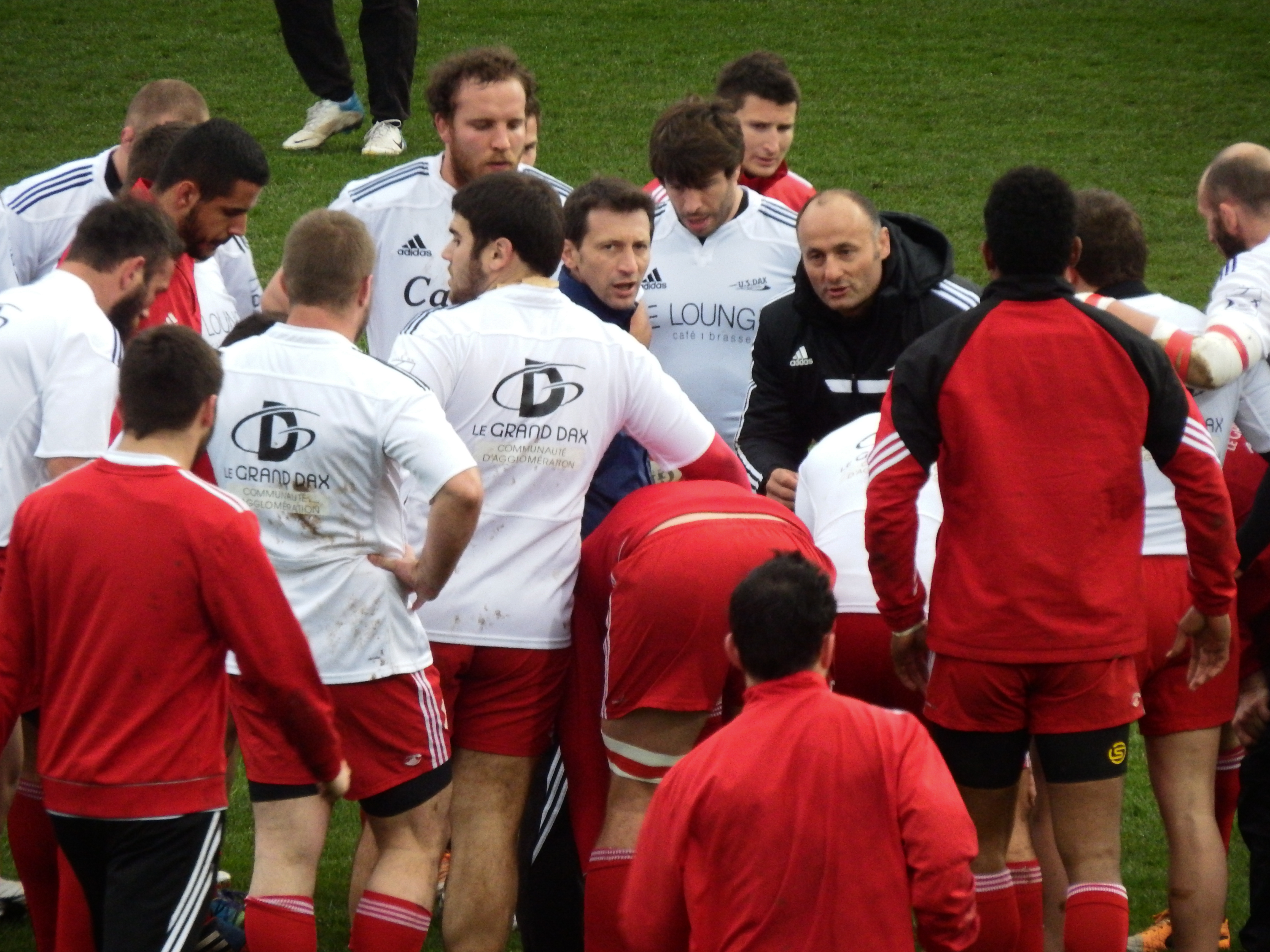
Jérôme Daret et Marc Dal Maso (au centre) interviennent auprès de l'équipe en tant qu'intervenants ponctuels, ici lors d'un échauffement avant la rencontre à Aurillac.

L'équipe est entraînée cette saison par Richard Dourthe et Brice Miguel, respectivement aux postes de manager-entraîneur des arrières et entraîneur des avants. Le premier, Dacquois d'origine et ancien joueur des rouge et blanc, supervisait déjà l'équipe fanion auprès de Jérôme Daret pour les trois derniers matchs de la saison 2012-2013, à titre bénévole et amical, avant d'être officiellement sous contrat pour la saison suivante. Le second, alors entraîneur des espoirs de l'AS Béziers et ancien coéquipier du manager de l'US Dax lorsqu'ils jouaient ensemble dans le club héraultais et au CA Bordeaux-Bègles, est embauché en tant qu'entraîneur des avants titulaire, prenant la suite de Vincent Dezes qui intervenait la saison précédente en tant que consultant,.
Le staff est complété par les préparateurs physiques Yann Pradel, déjà présent depuis un an, et Cédric Moulet, également en poste la saison écoulée en tant qu'auxiliaire,. 
L'entraîneur sortant Jérôme Daret retrouve à temps plein la direction du centre de formation, en gardant un rôle d'intervenant ponctuel auprès de l’équipe fanion. Malgré son nouveau rôle officiel de consultant, il reste dans la pratique très impliqué auprès de l'équipe professionnelle. Il est épaulé par Renaud Dulin, ancien analyste vidéo de l'USD depuis deux ans, promu cette année au titre de responsable sportif du centre de formation.
En février 2015, Marc Dal Maso, entraînant alors les avants de l’équipe du Japon sous les ordres du sélectionneur Eddie Jones, est appelé par l'US Dax pour une mission de consultant de deux mois au sein du trio d'entraîneurs déjà en place du 3 février à début avril, avec l'accord de la Fédération japonaise. Il supervise son dernier match des Dacquois lors de la 25e journée, pour le déplacement à Aurillac, avant de rejoindre le staff de l'équipe nationale nippone pour la préparation de la Coupe du monde de rugby à XV 2015.
Le 27 mars 2015, à l'aube de la 25e journée, le club se sépare à l'amiable de son manager Richard Dourthe ; Jérome Daret occupe alors le rôle de co-entraîneur de l'équipe professionnelle auprès de Brice Miguel pour la fin de la saison.

### Effectif professionnel

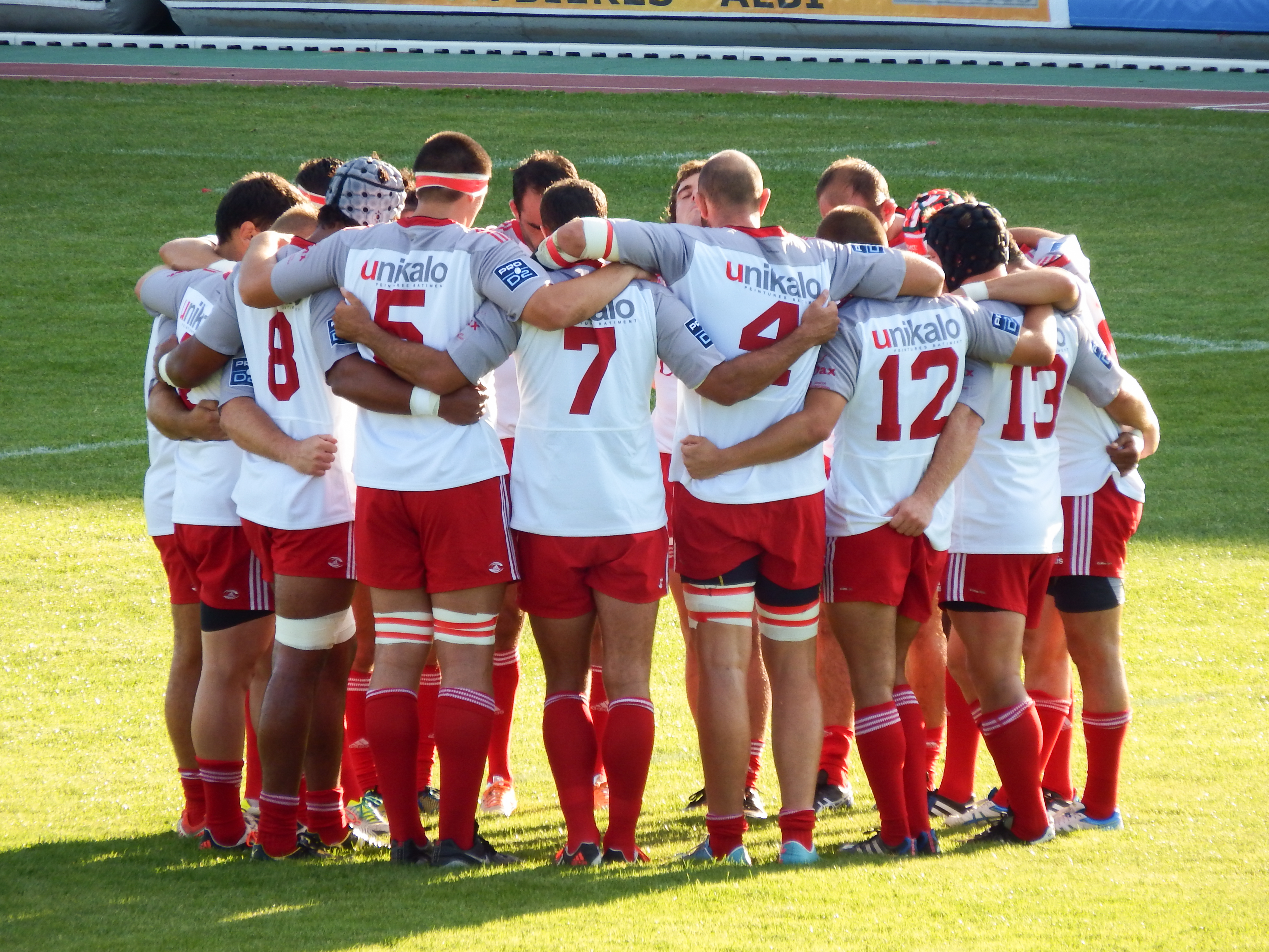
Le groupe dacquois rassemblé avant la rencontre sur le terrain d'Albi.

Au lancement de la saison 2014-2015, l’US Dax totalise un nombre de 34 joueurs sous contrat professionnel. 20 d'entre eux étaient présents dans le groupe lors de la saison précédente, auxquels il faut rajouter la reconversion de contrat des espoirs Maxime Mathy et Yoann Laousse Azpiazu, ainsi que celle du pensionnaire du centre de formation Pierre Choinard.
Sept des joueurs de l'effectif professionnel sont issus des filières de formation dacquoises. Olivier August appartient à la famille ayant fait les beaux jours du club dacquois : frère de Benoît et Guillaume, anciens joueurs porteurs de la tunique rouge et blanche, et fils d'Éric August, également ancien joueur mais aussi entraîneur de l'USD de 1983 à 1985, et président de la section rugby de 1996 jusqu'à sa mort en 1998. Né à Dax et formé à l'US Dax, il y joue six saisons professionnelles de 2006 à 2012 avant d'être libéré et de rejoindre le club voisin du SA Hagetmau en Fédérale 1 le temps d'une saison ; il signe son retour dans son club formateur l’année suivante. Bastien Adrillon, également né dans la sous-préfecture landaise, commence tardivement le rugby à l'âge de 17 ans et intègre les rangs des équipes junior de sa ville natale avant d'entrer dans l'effectif professionnel en 2009. Anthony Coletta, qui fait ses premiers pas rugbystiques à Montignac en Dordogne avant de rejoindre les équipes junior du CA Brive, signe une convention de deux ans avec le centre de formation de l'US Dax en 2010, avant d'intégrer l'équipe fanion. Timothée Lafon, formé dès l'âge de 5 ans sous les couleurs de l'US Orthez, quitte la Section paloise en 2010 pour rejoindre les espoirs de Dax avant d'intégrer les rangs du centre de formation un an plus tard ; il entre dans l'effectif professionnel en 2012. Yoann Laousse Azpiazu touche ses premiers ballons ovales à l'âge de 10 ans avec le club landais de Parentis-en-Born avant d'intégrer la structure de formation de la sous-préfecture en 2011 ; il y signe en 2014 son premier contrat professionnel. Maxime Mathy apprend le rugby dans sa cité natale, dans les rangs du CS lédonien ; il intègre officiellement l'effectif professionnel de l'US Dax en 2014 après trois ans sur les bancs du centre de formation dacquois. Pierre Choinard, présent au club rouge et blanc depuis les classes junior, est promu dans l'effectif professionnel en 2014.
Le capitaine désigné à l'intersaison est le demi de mêlée Anthony Salle-Canne, qui entame sa deuxième année au sein du club dacquois, après avoir porté la saison dernière le brassard du leader du groupe pour pallier l'absence de son coéquipier Jacques Naude. Les ex-internationaux, le demi d'ouverture Julien Peyrelongue et le pilier Renaud Boyoud prennent également le relais du capitaine titulaire, ainsi que le troisième ligne Olivier August,.
| Nom                   | Poste                  | Date de naissance | Nationalité sportive | Statut int. | Club précédent        | Arrivée au club | Fin de contrat | Formé au club |
| --------------------- | ---------------------- | ----------------- | -------------------- | ----------- | --------------------- | --------------- | -------------- | ------------- |
| Victor Damian Arias   | Pilier                 | 5 mars 1990       | Argentine            | -           | Lince RC              | 2012            | 2015 (2016)    | -             |
| Renaud Boyoud         | Pilier                 | 7 mai 1980        | France               | oui         | Aviron bayonnais      | 2013            | 2015           | -             |
| Pierre Choinard       | Pilier                 | 12 novembre 1991  | France               | -           | Peyrehorade sports    | [ Note 7 ]      | 2016           | oui           |
| Romain David          | Pilier                 | 21 avril 1982     | France               | -           | FC Grenoble           | 2014            | 2016           | -             |
| Timothée Lafon        | Pilier                 | 17 février 1989   | France               | -           | Section paloise       | 2010            | 2015 (2016)    | oui           |
| Fabien Magnan         | Pilier                 | 14 mars 1984      | France               | -           | FC Auch               | 2014            | 2016 (2017)    | -             |
| Boris Béthéry         | Talonneur              | 8 juillet 1983    | France               | -           | Union Bordeaux Bègles | 2012            | 2015 (2016)    | -             |
| Maxime Delonca        | Talonneur              | 29 avril 1988     | France               | -           | USA Perpignan         | 2014            | 2016 (2017)    | -             |
| Emmanuel Maignien     | Talonneur              | 5 janvier 1982    | France               | -           | Section paloise       | 2011            | 2015           | -             |
| Grégory Bernard       | Deuxième ligne         | 24 février 1984   | France               | -           | Tarbes PR             | 2014            | 2016 (2017)    | -             |
| Mickaël Bert          | Deuxième ligne         | 4 janvier 1980    | France               | -           | Montpellier HR        | 2008            | 2016           | -             |
| Jérémy Dumont         | Deuxième ligne         | 27 juillet 1986   | France               | -           | US Marmande           | 2013            | 2016 (2017)    | -             |
| Jacques Naude         | Deuxième ligne         | 1er janvier 1987  | Afrique du Sud       | -           | Limoges rugby         | 2011            | 2015           | -             |
| Bastien Adrillon      | Troisième ligne aile   | 30 août 1986      | France               | -           | -                     | 2003            | 2016           | oui           |
| Olivier August        | Troisième ligne aile   | 11 août 1985      | France               | -           | SA Hagetmau           | 2013            | 2015           | oui           |
| Arthur Chollon        | Troisième ligne aile   | 15 décembre 1988  | France               | -           | Stade français        | 2013            | 2015           | -             |
| Anthony Coletta       | Troisième ligne aile   | 25 avril 1989     | France               | -           | CA Brive              | 2010            | 2015           | oui           |
| Ockert Kruger         | Troisième ligne aile   | 12 janvier 1987   | Afrique du Sud       | -           | Bulls / Blue Bulls    | 2014            | 2015           | -             |
| Charlie Ternisien     | Troisième ligne aile   | 27 février 1984   | France               | -           | Union Bordeaux Bègles | 2012            | 2016 (2017)    | -             |
| Pieter-Jan van Lill   | Troisième ligne centre | 4 décembre 1983   | Namibie              | oui         | Wanderers RC          | 2014            | 2015           | -             |
| Arnaud Pic            | Demi de mêlée          | 21 novembre 1985  | France               | -           | Stade montois         | 2014            | 2015 (2016)    | -             |
| Anthony Salle-Canne   | Demi de mêlée          | 10 décembre 1982  | France               | -           | FC Auch               | 2013            | 2015 (2016)    | -             |
| Ilian Perraux         | Demi d'ouverture       | 4 avril 1992      | France               | -           | Montpellier HR        | 2014            | 2015           | -             |
| Julien Peyrelongue    | Demi d'ouverture       | 2 avril 1981      | France               | oui         | Biarritz olympique    | 2014            | 2016 (2017)    | -             |
| Marius Delport        | Centre                 | 3 juin 1985       | Afrique du Sud       | -           | Lions / Golden Lions  | 2013            | 2015           | -             |
| Guillaume Devade      | Centre                 | 23 mars 1987      | France               | -           | Stade rochelais       | 2012            | 2015 (2016)    | -             |
| Maxime Mathy          | Centre                 | 24 octobre 1992   | France               | -           | CS lédonien           | 2010            | 2016           | oui           |
| Leone Ravuetaki       | Centre                 | 10 mars 1986      | Fidji                | oui         | Fire RC               | 2014            | 2015 (2016)    | -             |
| Sakiusa Bureitakiyaca | Ailier                 | 2 février 1992    | Fidji                | -           | Marist RFC            | 2014            | 2016           | -             |
| Joji Raqamate         | Ailier                 | 15 février 1989   | Fidji                | -           | Namosi RFU            | 2013            | 2015           | -             |
| Simon Ternisien       | Ailier                 | 1er avril 1987    | France               | -           | Stade montois         | 2011            | 2016 (2017)    | -             |
| Jean-Matthieu Alcalde | Arrière                | 15 mai 1985       | France               | -           | ROC La Voulte Valence | 2014            | 2016 (2017)    | -             |
| Matthieu Bourret      | Arrière                | 26 avril 1985     | France               | -           | Castres olympique     | 2010            | 2016           | -             |
| Yoann Laousse Azpiazu | Arrière                | 20 août 1991      | France               | -           | Parentis SR           | 2009            | 2015           | oui           |

### Joueurs sous contrat espoir
L'effectif de l'USD est embelli par trois joueurs sous contrats espoirs, jouant tantôt avec l'équipe première en Pro D2, tantôt en championnat espoir.
| Nom              | Poste                | Date de naissance | Nationalité sportive | Statut int. | Club précédent | Arrivée au club | Fin de contrat | Formé au club |
| ---------------- | -------------------- | ----------------- | -------------------- | ----------- | -------------- | --------------- | -------------- | ------------- |
| Germain Garcia   | Troisième ligne aile | 10 juin 1993      | France               | -           | -              | 2007            | 2016           | oui           |
| Thibaut Lesparre | Demi de mêlée        | 22 août 1992      | France               | -           | -              | 2001            | 2016           | oui           |
| Pierre Justes    | Arrière              | 28 avril 1994     | France               | -           | -              | [ Note 8 ]      | 2016           | oui           |

### Joueurs du centre de formation
La classe 2014-2015 du centre de formation tenu par Jérôme Daret compte 10 pensionnaires, dont six nouveaux stagiaires. Les piliers Alexis Neisen et Jimmy Scholz, le deuxième ligne Yann Tivoli et le centre Olivier Klemenczak, joueurs des équipes junior dacquoises, intègrent ainsi la structure. Le demi d'ouverture Charlie Arraté quitte son club et signe une convention de formation avec l'US Dax, tandis que le deuxième ligne Jean-Baptiste Singer, espoir de l'ASM Clermont Auvergne, est prêté un an à l'US Dax par son club.
La structure de formation est cette saison évaluée 9e sur 15 de Pro D2 du classement des meilleurs centres de formation professionnels, publié par la LNR le 26 avril 2016.
Un fonds d'aide est réparti entre les clubs de Top 14 et de Pro D2 pour la saison à venir, suivant cette notation : l'US Dax bénéficiera ainsi d'une dotation comprise entre 112 000 et 243 000 euros.
| Nom                       | Poste            | Date de naissance | Nationalité sportive | Statut int. | Club précédent        | Arrivée au club | Arrivée au CDF | Formé au club |
| ------------------------- | ---------------- | ----------------- | -------------------- | ----------- | --------------------- | --------------- | -------------- | ------------- |
| Rémy Chies                | Pilier           | 21 mai 1994       | France               | -           | US Pouillon           | 2010            | 2012           | oui           |
| Thibaud Dréan             | Pilier           | 6 janvier 1992    | France               | -           | Stade rochelais       | 2010            | 2011           | oui           |
| Alexis Neisen             | Pilier           | 29 décembre 1992  | France               | -           | CA Périgueux          | 2012            | 2014           | oui           |
| Jimmy Scholz              | Pilier           | 15 janvier 1992   | France               | -           | -                     | -               | 2014           | oui           |
| Quentin Lespiaucq-Brettes | Talonneur        | 16 février 1995   | France               | -           | US Mugron             | [ Note 10 ]     | 2013           | oui           |
| Cyril Cazeaux             | Deuxième ligne   | 10 février 1995   | France               | -           | Saint-Paul sports     | [ Note 11 ]     | 2013           | oui           |
| Jean-Baptiste Singer      | Deuxième ligne   | 19 décembre 1994  | France               | -           | ASM Clermont Auvergne | 2014            | 2014           | -             |
| Yann Tivoli               | Deuxième ligne   | 23 janvier 1992   | France               | -           | Rugby Nice CAUR       | 2012            | 2014           | oui           |
| Charlie Arraté            | Demi d'ouverture | 11 septembre 1993 | France               | -           | Union Bordeaux Bègles | 2014            | 2014           | -             |
| Olivier Klemenczak        | Centre           | 1er juin 1996     | France               | -           | AS Soustons           | 2010            | 2014           | oui           |

### Statistiques individuelles
Les joueurs les plus souvent utilisés de l'effectif sont le pilier Victor Damian Arias et le demi de mêlée Arnaud Pic, qui participent à 29 des 30 rencontres officielles de la saison, totalisant respectivement 1 223 minutes et 1 195 minutes sur le terrain. Si le centre Guillaume Devade ne prend part qu'à 28 des confrontations, il accumule plus de temps de jeu que les précédents, avec un total de 2 120 minutes.
Le buteur arrière Yoann Laousse Azpiazu termine 16e meilleur réalisateur du championnat avec 139 points à son actif (dont deux essais, soit 129 points au pied) ; en club, il devance l'un des autres buteurs réguliers, Matthieu Bourret et ses 110 points (dont un essai, soit 105 points au pied).
En ce qui concerne les meilleurs marqueurs d'essais du club, c'est l’arrière Jean-Matthieu Alcalde qui tient la première place (hors classement des quinze meilleurs marqueurs du championnats), grâce à six essais marqués. Il est talonné par le demi de mêlée Arnaud Pic avec cinq essais, puis par le troisième ligne aile Bastien Adrillon et l'ailier Joji Raqamate avec trois unités chacun.

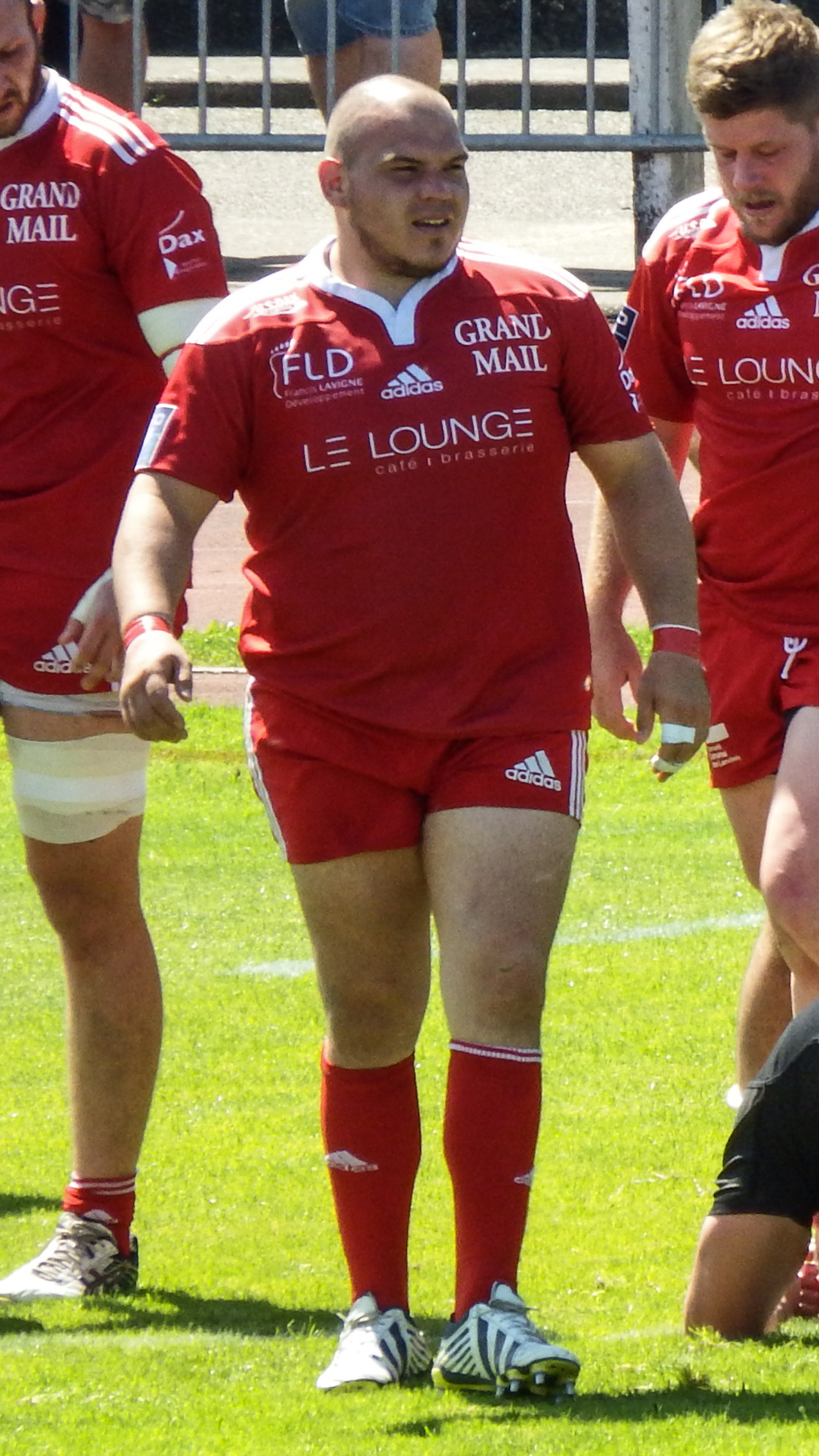
Victor Damian Arias, l'un des deux joueurs les plus souvent utilisés de la saison.
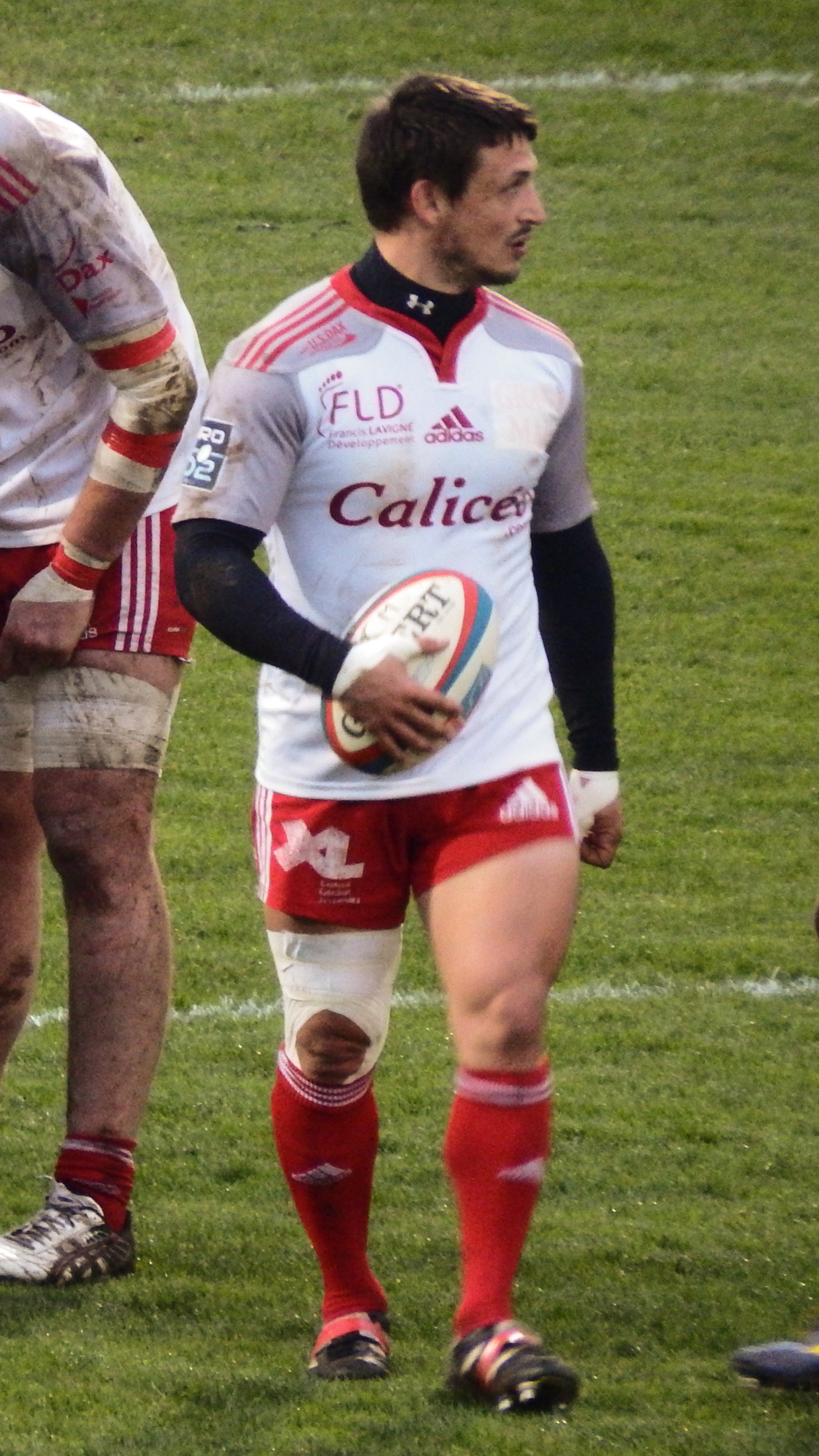
Arnaud Pic, l'autre joueur le plus souvent utilisé de la saison.
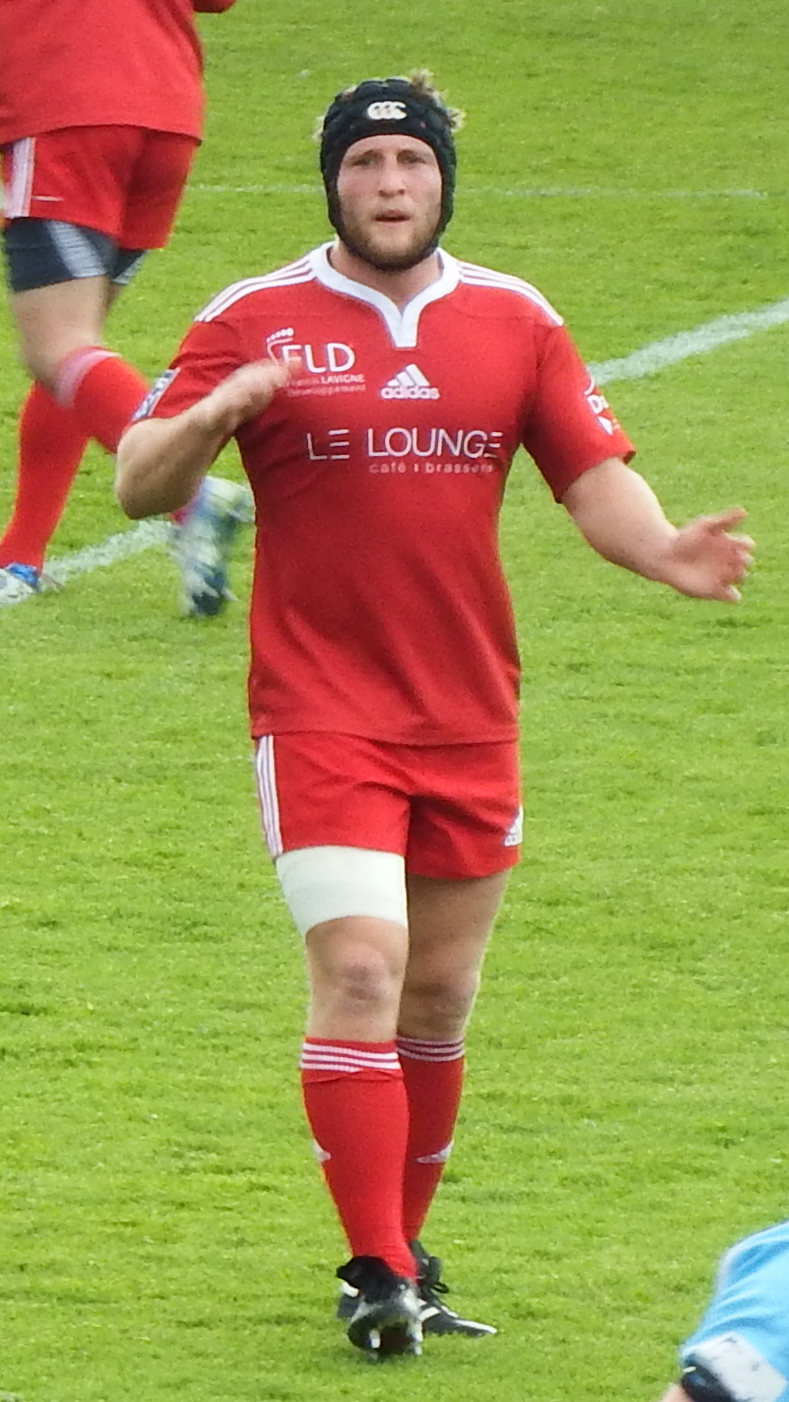
Guillaume Devade, joueur le plus longtemps utilisé de la saison.
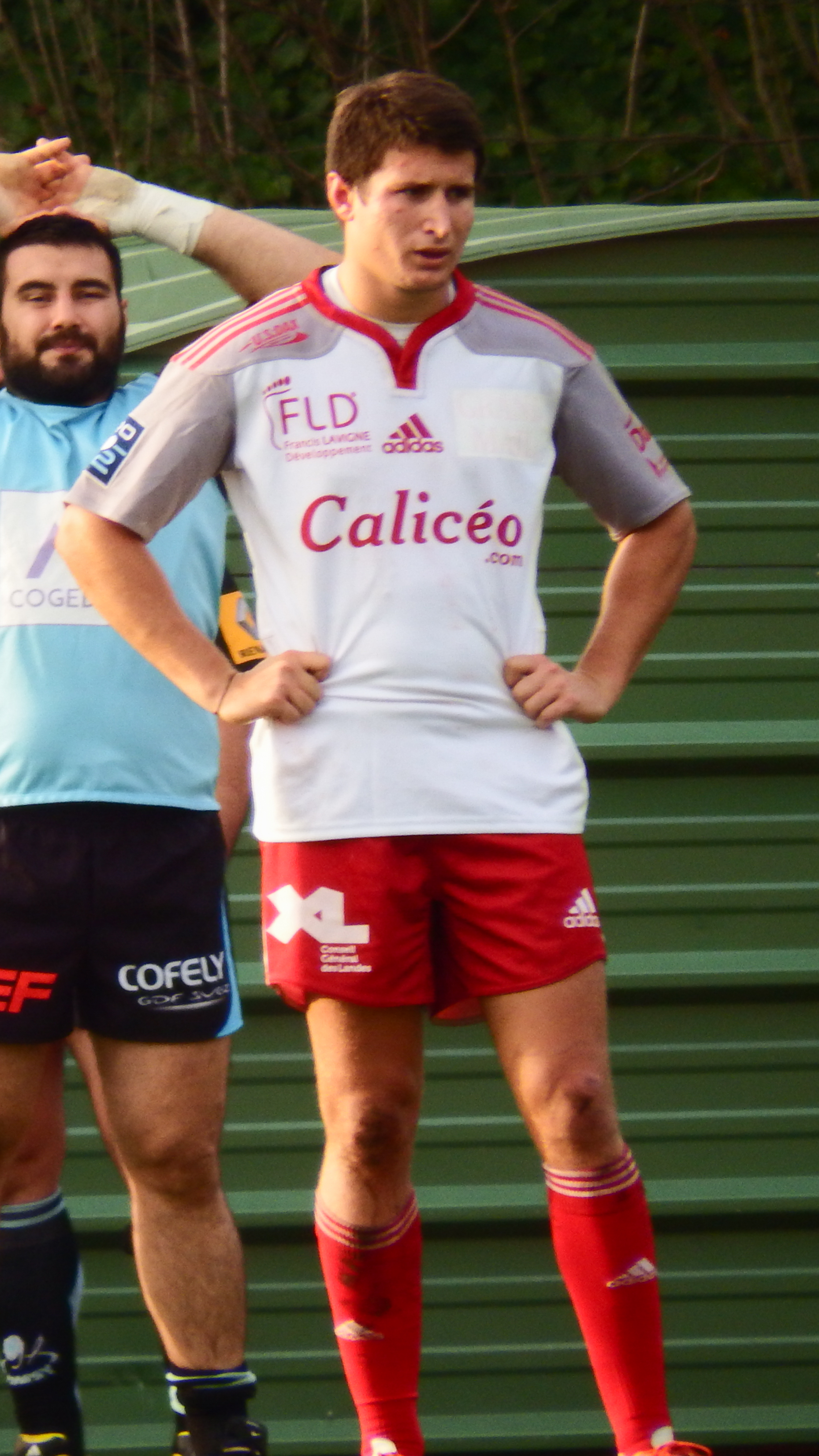
Yoann Laousse Azpiazu, meilleur réalisateur du club et 16e du championnat.
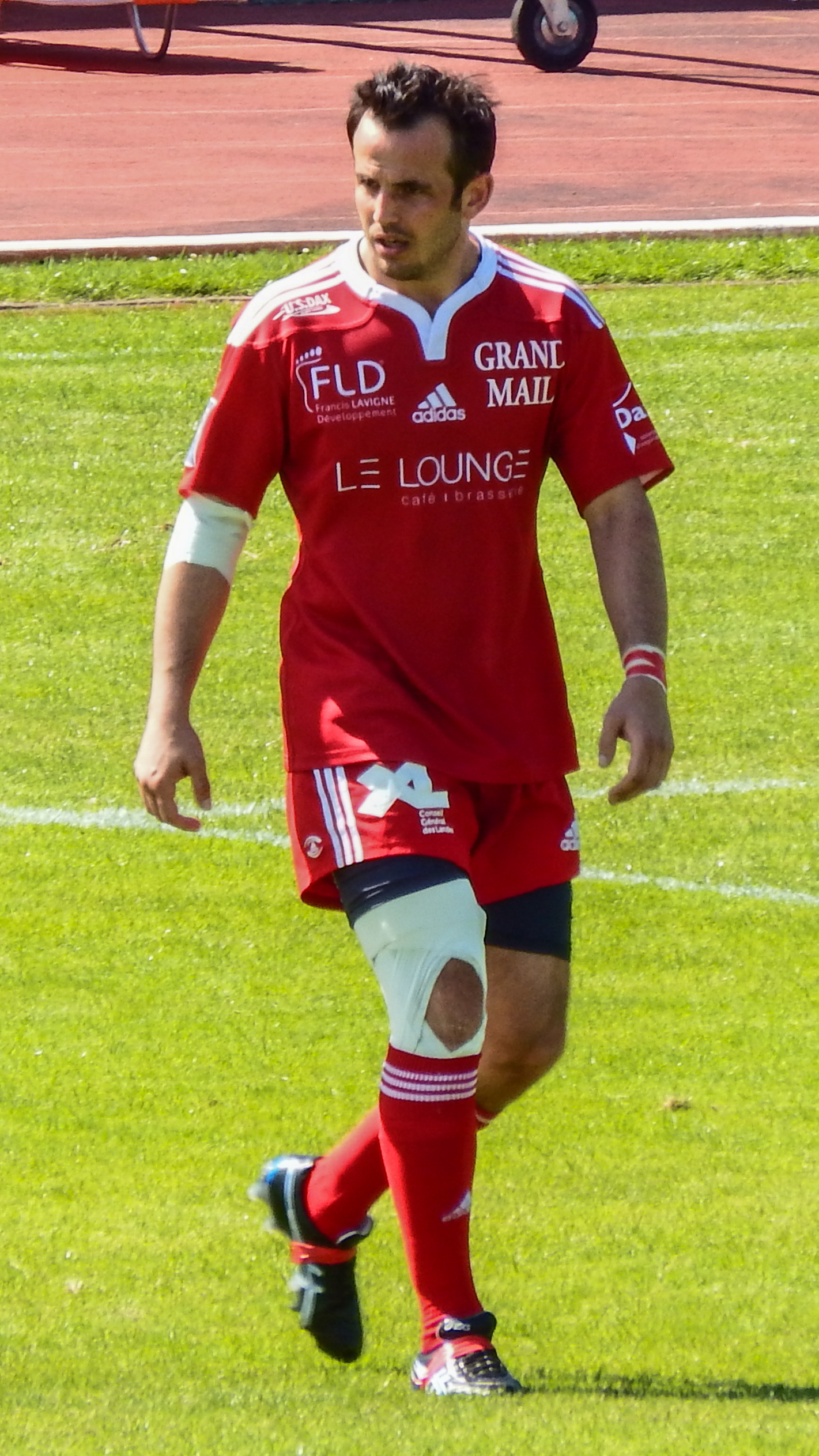
Jean-Matthieu Alcalde, meilleur marqueur d'essais du club.

### Joueurs en sélection nationale

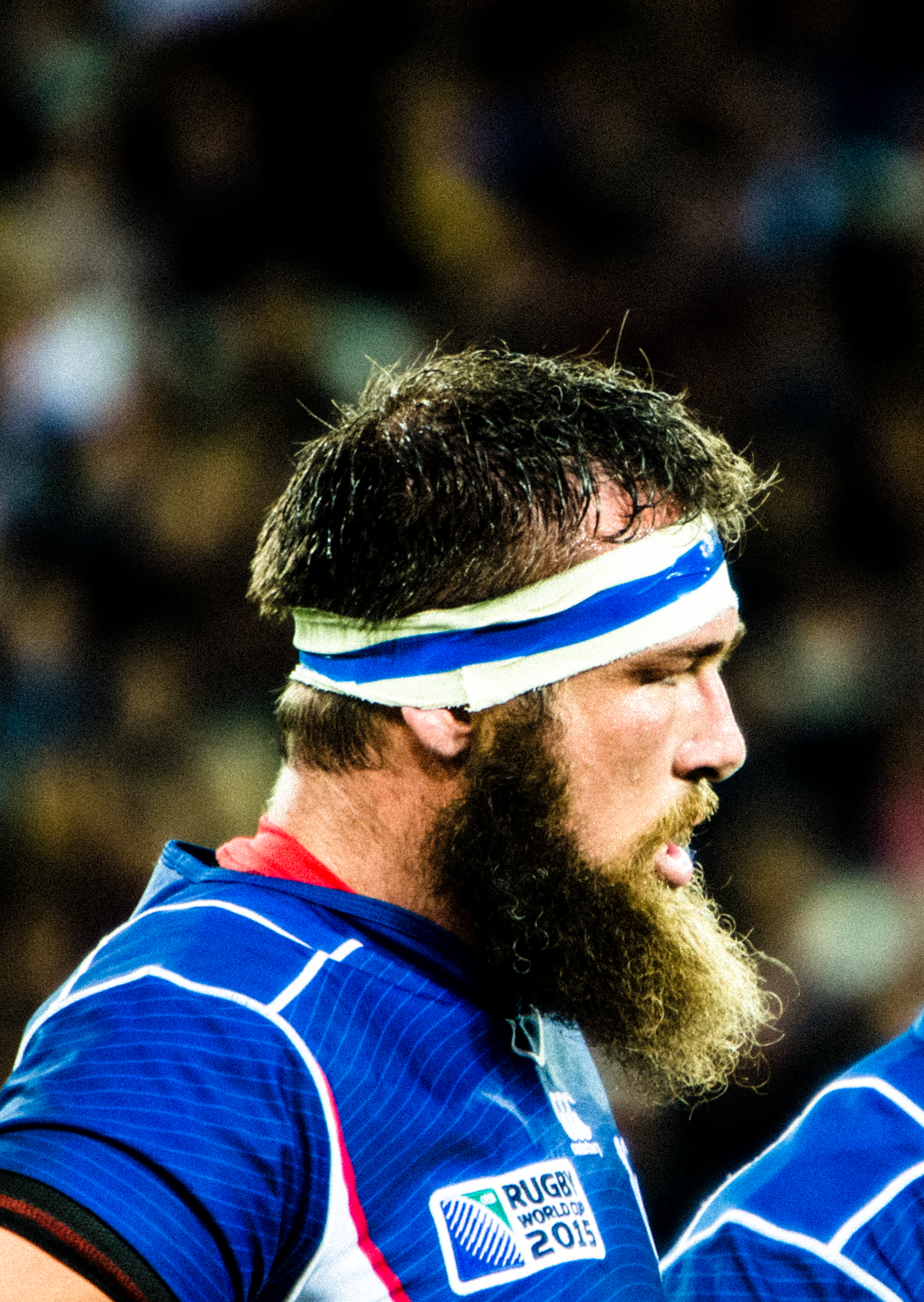
Pieter-Jan van Lill participe à la qualification de la Namibie pour la Coupe du monde 2015.

Victor Damian Arias est sélectionné avec les Jaguars, équipe réserve d'Argentine, dans le cadre de la Tbilissi Cup en juin 2014 que les jeunes Argentins remportent.
Pieter-Jan van Lill manque les premières séances de préparation physique de son nouveau club, étant sélectionné avec l'équipe nationale de Namibie dans le cadre de la Coupe d'Afrique 2014, aux résultants déterminants pour les qualifications pour la Coupe du monde 2015. En remportant la compétition africaine, lui et son équipe sont ainsi qualifiés pour l'édition 2015 de la Coupe du monde en Angleterre. « PJ » rejoint au mois de novembre les Welwitschias pour la tournée d'automne de l'équipe nationale en Europe : il participe au match d'ouverture joué au pays de Galles à Colwyn Bay, concédé contre le Canada 17 à 13, puis prend part au match amical au stade Mayol de Toulon contre les Barbarians français perdu sur le score de 35 à 14, malgré un premier essai de l'international namibien dacquois en ouverture de la rencontre, avant de terminer chez le Portugal, où le XV namibien s'incline pour la troisième fois de la tournée, cette fois sur le score de 29 à 20.

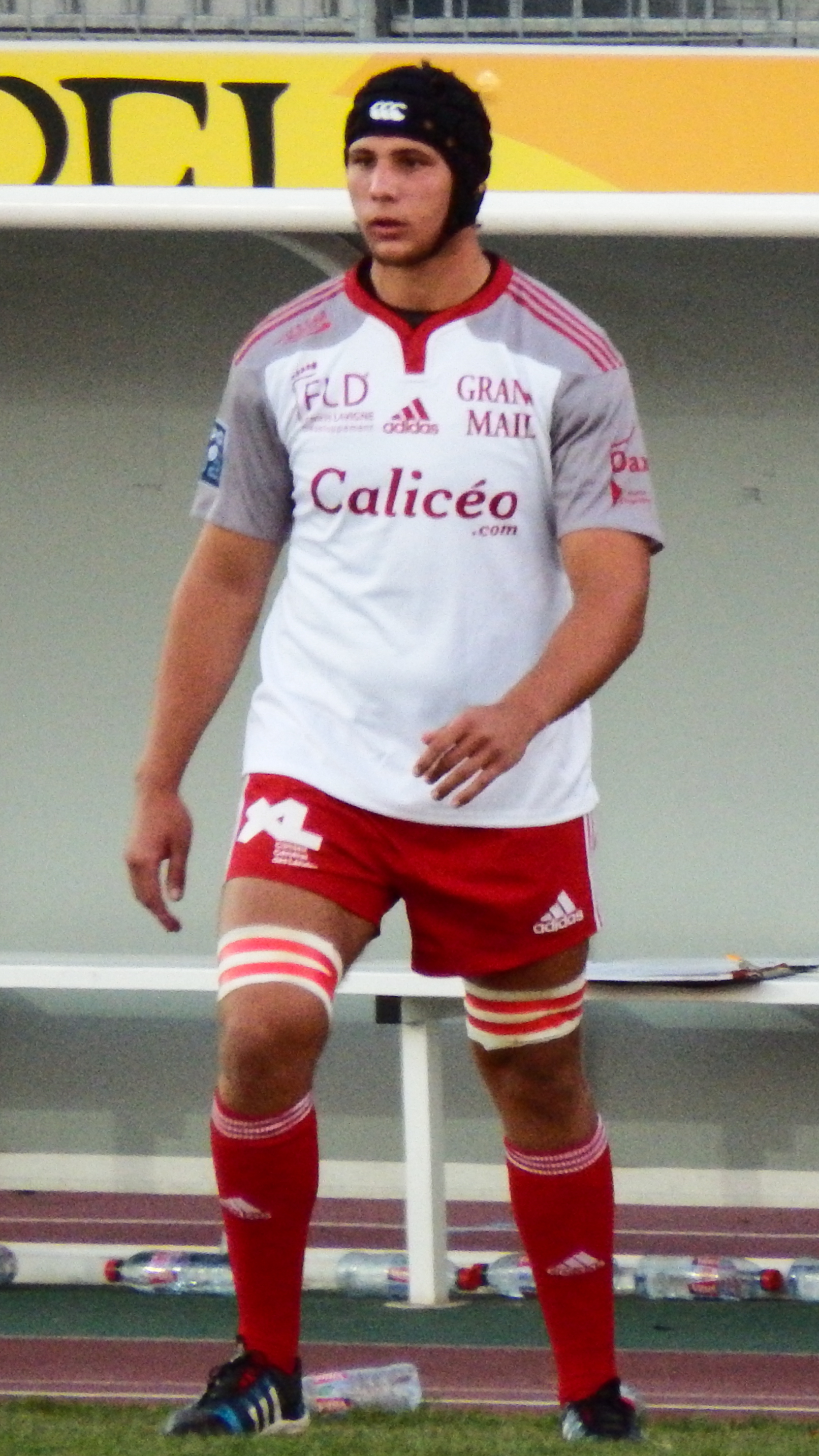
Cyril Cazeaux (ci-dessus) et Quentin Lespiaucq-Brettes intègrent à tour de rôle l'équipe de France des moins de 20 ans.

Outre le traditionnel Pôle France, filière de formation de la Fédération française de rugby rassemblant une saison entière une trentaine de jeunes de moins de 19 ans, une nouvelle sélection « Pôle France -20 ans » est créée cette année et réunit les meilleurs joueurs en catégorie moins de 20 ans pour des stages mensuels au Centre national du rugby. Quentin Lespiaucq-Brettes, pensionnaire du centre de formation dacquois et déjà membre de la promotion Michel Serres du Pôle France traditionnel la saison passée, est ainsi appelé dans cette nouvelle sélection. Cyril Cazeaux, également stagiaire au sein de la structure de formation de l'US Dax, est aussi invité à participer au premier rassemblement de septembre à Marcoussis. Ils sont rappelés pour les stages suivants,,. Olivier Klemenczak est également appelé auprès de ses confrères du centre de formation pour le ralliement de décembre en Essonne.
Alors qu'il est le seul appelé pour le dernier stage de préparation avant les compétitions internationales, Cyril Cazeaux est également l'unique Dacquois sélectionné dans l'effectif de l'équipe de France des moins de 20 ans destiné à disputer le Tournoi des Six Nations des moins de 20 ans. Il est remplaçant pour le match d'ouverture contre l'Écosse avant d'être titularisé lors de la 2e journée en Irlande. Non sélectionné pour la réception du pays de Galles, il est appelé à intégrer le groupe destiné à se déplacer en Italie mais déclare forfait sur blessure.
Non retenu dans le groupe des moins de 20 ans à l'issue des stages du Pôle France -20, Quentin Lespiaucq-Brettes est cependant appelé à intégrer l'équipe de France de rugby à sept Développement, dans le cadre d'un tournoi à Hong Kong du 25 et 26 mars, se déroulant en marge des Hong Kong Sevens 2015. Après trois victoires en autant de matchs en phase de poule, l'équipe réserve des Bleus s'incline en quart de finale de la Cup avant de remporter la finale de la Plate, synonyme de 5e place. Lespiaucq-Brettes est finalement retenu dans le groupe pour participer au championnat du monde junior 2015. Il joue en tant que remplaçant pour le match d'ouverture contre le pays de Galles avant d'être titularisé pour la rencontre suivante contre le Japon ; il n'est pas retenu sur les feuilles de match pour le reste de la compétition. L'équipe de France de la génération 1995 termine quatrième du championnat.

## Aspects juridiques et économiques

### Structure juridique et organigramme
En 2014-2015, l'équipe professionnelle est gérée par la SASP US Dax rugby Landes, entreprise déclarée le 3 juillet 1998 et présidée depuis le 1er juillet 2013 par Alain Pecastaing. La SASP est liée par le biais d'une convention à l'association loi de 1901 US Dax rugby, déclarée le 31 juillet 1997 et présidée par Philippe Celhay, structure qui regroupe le centre de formation et les équipes amateurs.
| Direction | Administratif | Sportif |
| --- | --- | --- |
| - Directoire : - Président : Alain Pecastaing - Membres : Jean-Patrick Lescarboura, Christophe Ponteins - Conseil de surveillance : - Président : Gilbert Ponteins - Membres : Pierre Albaladejo, Sylvain Antol, Jean-Pierre Bastiat, Jean-Louis Bérot, Bruno Cazalis - Représentant de l'association : Philippe Celhay - Conseil d'orientation : - Membres : Georges Capdepuy, Philippe Darrigade, Jean-Claude Delineau, Claude Dufau, Bernard Juzans, Jean-Jacques Pradere, Jean-Claude Saint-Avit | - Directeur administratif et financier : Jean-Marc Degos - Chargé des finances : Michel Larrouquis - Responsables partenariat : Patrice Labeyrie, Hervé Lartigue, Guillaume Quaetaers, Fabien Bourry - Responsable communication : Hervé Lartigue - Responsable billetterie : Karine Schoonjans - Boutique : Marion Haage - Comptabilité : Josiane Senjean - Accueil et secrétariat : Catherine Hontang, Catherine Magne-Prax | - Entraîneurs : Richard Dourthe et Brice Miguel - Manager sportif : Richard Dourthe - Préparateurs physiques : Yann Pradel, Cédric Moulet - Directeur du centre de formation : Jérôme Daret - Responsable sportif du centre de formation : Renaud Dulin |

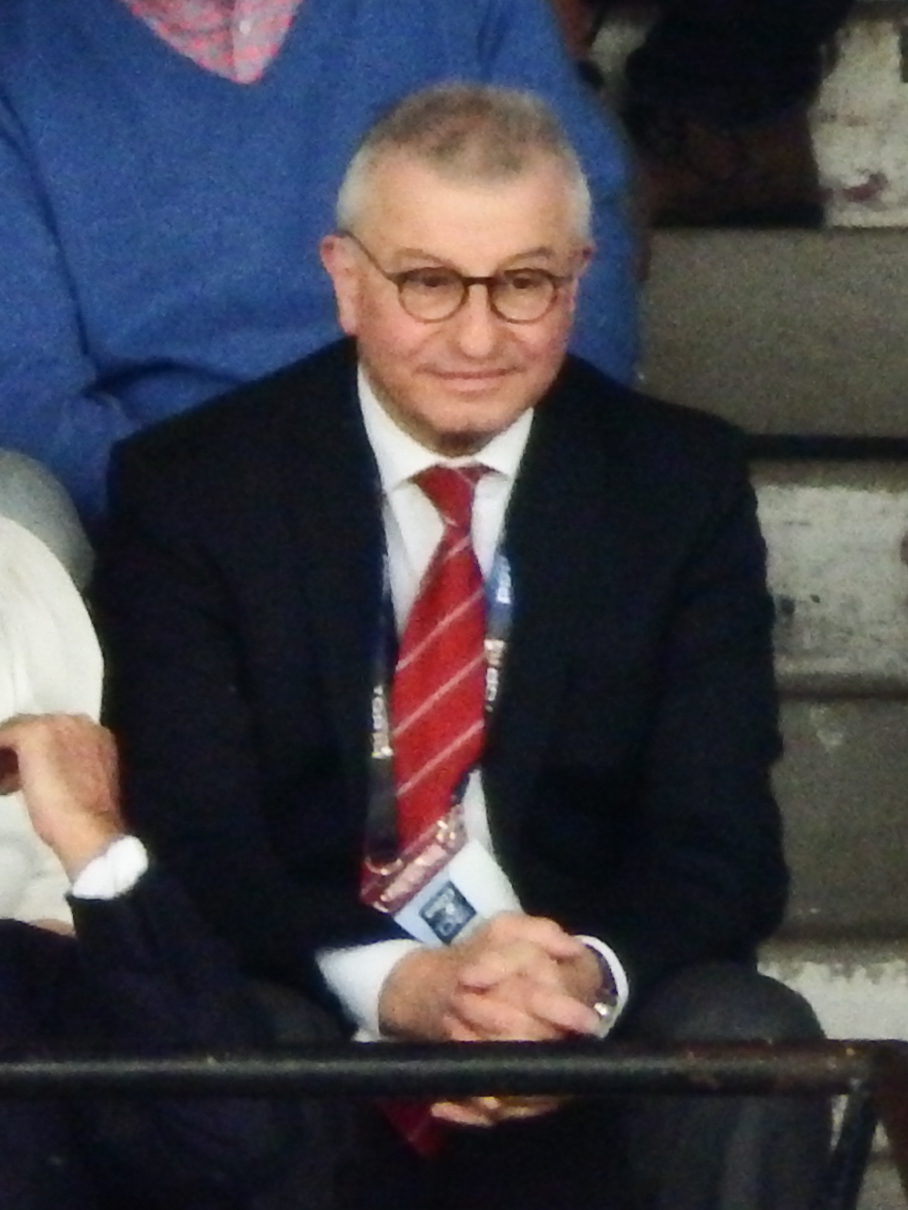
Alain Pecastaing est président du club professionnel depuis la saison précédente.

### Éléments comptables
Le budget prévisionnel de l'US Dax est de 4,77 millions d'euros, ce qui correspond au dixième budget des clubs de la Pro D2, soit le septième plus petit, loin derrière les 11,07 millions d'euros du Biarritz olympique et de l'USA Perpignan.
La masse budgétaire officielle s'élève à 4,490 millions d'euros, soit la quatorzième du championnat. Elle inclut une part de 1,640 million d'euros affectée aux salaires des joueurs, ce qui représente la onzième masse salariale.
La Ligue nationale de rugby reverse cette saison un total de 1 463 000 euros à l'US Dax : 1 287 000 de droits télévisés et de marketing, 0 de caisse de blocage, 173 000 pour le centre de formation, et 3 000 d'indemnités pour les sélections de ses joueurs en équipe de France des moins de 20 ans.

### Tenues, équipementiers et sponsors
L'US Dax est équipée par la marque allemande Adidas depuis 2012 et jusqu'en 2015, dans le cadre du partenariat signé avec l'intermédiaire du groupe Intersport.
L'équipe évolue avec trois jeux de maillots : elle utilise ainsi exclusivement pour les matchs à domicile un ensemble entièrement rouge, avec pour seul motif les trois bandes symboliques d'Adidas le long des manches, du short, et sur le haut des chaussettes. Pour les rencontres jouées à l'extérieur, elle alterne entre deux tenues : une première comprenant un maillot blanc aux manches grises et aux motifs Adidas rouges, assorti d'un short et de chaussettes rouges, et une deuxième composée d'un maillot noir aux manches grises et aux trois bandes de l'équipement de couleur blanche, porté avec un short et des chaussettes noires,.
Le sponsor principal est, tout comme pour le maillot sur lequel il est imprimé, alterné selon le lieu de la rencontre : à domicile, Le Lounge, café-brasserie implanté à Dax, puis à l'extérieur, Calicéo, centre de remise en forme aquatique & beauté-massages, partenaire de l'US Dax depuis 1998. Le centre commercial Le Grand Mail de Saint-Paul-lès-Dax est imprimé sur la gauche de la poitrine, alors que le logo du club est placé juste au-dessus, au commencement de la manche. Sur la droite figure Francis Lavigne Développement, spécialiste dans les chaussures médicales et paramédicales. La ville de Dax est mise en avant à deux endroits sur l'ensemble, sur la manche gauche ainsi que le devant de la jambe droite, alors que le conseil général des Landes est présent sur le devant de la jambe gauche. Enfin, dans le haut du dos figure Unikalo, fabrique de peinture pour bâtiment.
La tunique dacquoise voit disparaître le logo du centre commercial le Grand Mail à partir de la 6e journée, changement déjà évoqué très tôt dans la saison.
Le club propose cette saison un nouveau « sponsoring participatif » après une première édition l'année précédente. Après un premier essai concluant, il met cette fois à disposition un espace publicitaire sur le short des « culs rouges » le temps de six rencontres, de la 10e à la 15e rencontre. L'organisme choisi est tiré au sort parmi ceux ayant apporté une contribution de 300 euros au club, 10 % de cette somme étant alors reversée à une école de rugby de son choix ; l'entreprise tirée au sort parmi les participantes est alors l'agence immobilière Century 21 de Dax.
Enfin, lors de la 30e et dernière journée de la phase régulière du championnat, la Communauté d'agglomération du Grand Dax apparaît dans le bas du dos du maillot rouge de l'US Dax.

## Affluence et couverture médiatique

### Affluence au stade
53 339 entrées ayant été enregistrées pour les 15 rencontres de championnat de l'US Dax au stade Maurice-Boyau, l'affluence moyenne du club à domicile est de 3 554 spectateurs, soit un taux de remplissage de 19.8 %. Il s'agit de la treizième affluence du championnat, loin de celles de l'USA Perpignan (10 586 spectateurs de moyenne) et de la Section paloise (8 752).

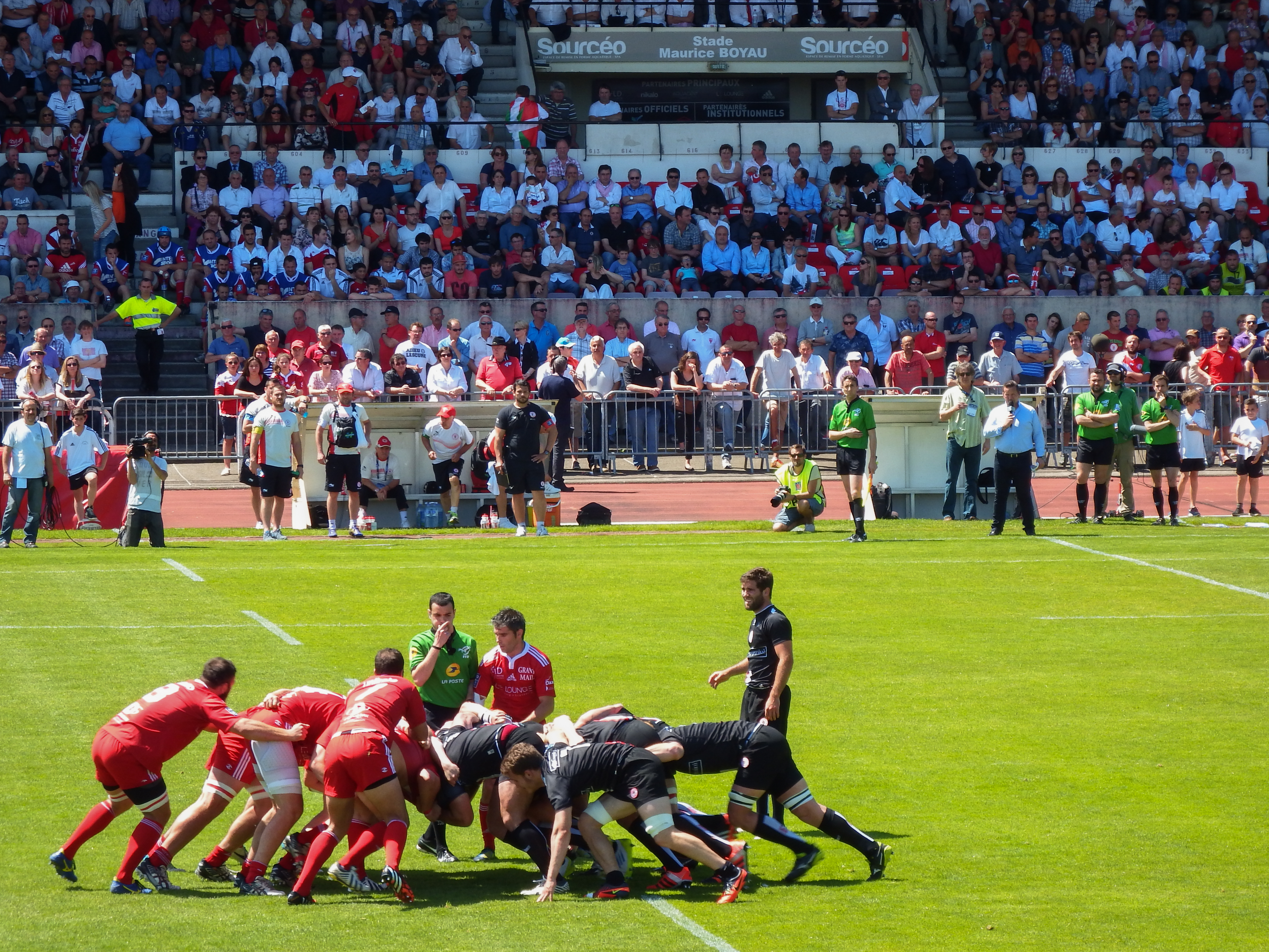
Pour la dernière rencontre de la phase régulière, le stade Maurice-Boyau comptabilise pour la venue de Biarritz sa deuxième meilleure affluence de la saison.

Le record d'affluence de la saison à domicile est réalisé lors du derby landais contre le Stade montois, 5 857 spectateurs assistant à la rencontre,, pour un taux de remplissage de 36.2 % de l'enceinte dacquoise aux 16 170 places officielles.
L'affluence est en baisse de 8.2 % en comparaison avec les 58 092 entrées comptabilisées la saison précédente.
À la fin de la saison 2014-2015, l'US Dax dénombre 1 910 abonnés, soit une baisse de 9 % par rapport à l'exercice précédent.
Affluence à domicile (stade Maurice-Boyau)

### Retransmissions télévisées

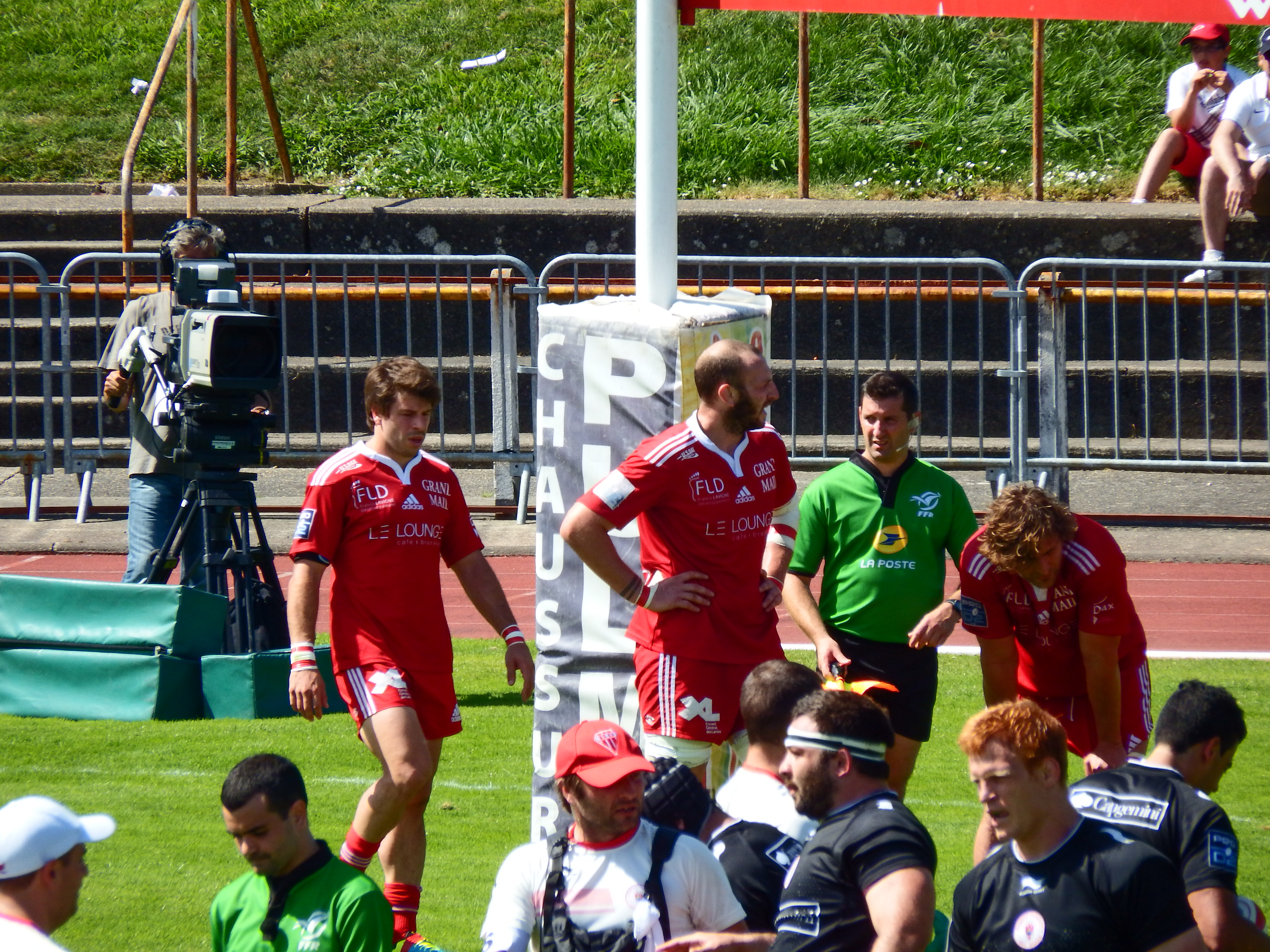
Installée derrière l'en-but, une des caméras d'Eurosport assurant la retransmission de la rencontre entre l'US Dax et le Biarritz olympique.

Quatre rencontres de la saison font l'objet d'une retransmission télévisée. Le déplacement chez le Biarritz olympique dans le cadre de la 7e journée est ainsi sous les projecteurs de Sport+. En clôture de la phase aller, le derby landais joué sur le terrain de la préfecture, exceptionnellement disputé le vendredi soir, est retransmis sur les écrans par l’intermédiaire d'Eurosport. Dès la fin de la trêve hivernale et l’ouverture des matchs retour, l'US Dax bénéficie à nouveau d'un passage devant les caméras de télévision, sur Sport+ et les antennes régionales de France 3, à l'occasion de la réception du leader palois. Dans le cadre de la dernière journée du championnat, Eurosport retransmet deux rencontres en duplex : la réception du voisin biarrot est ainsi télévisée en alternance avec le match entre le SC Albi et la Section paloise, les deux rencontres étant déterminantes pour les qualifications en demi-finale, tandis que la première affiche fait également l’objet du dernier match en division professionnelle de l'USD, déjà reléguée mathématiquement.

## Extra-sportif

### Stade

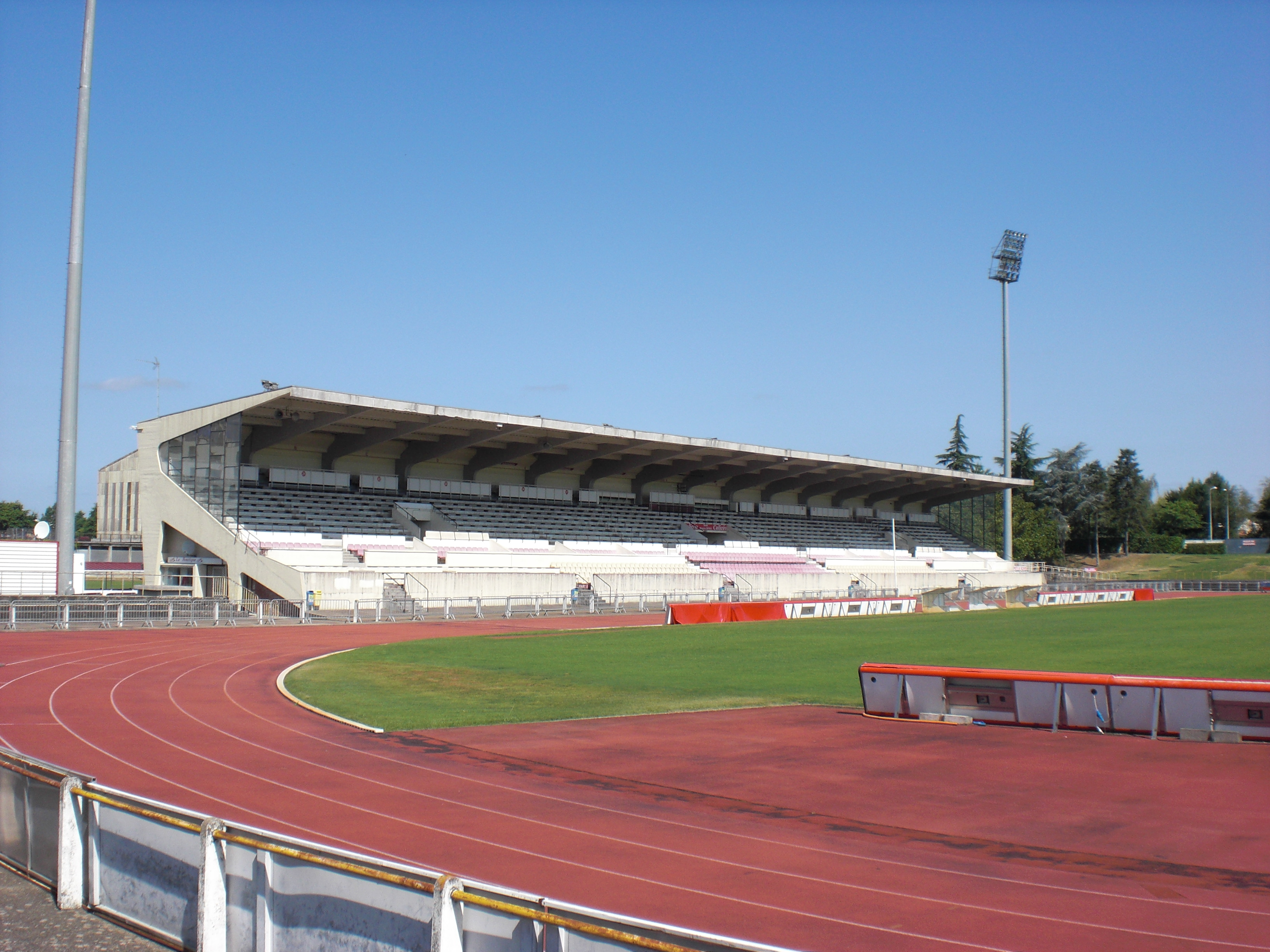
Le stade Maurice-Boyau accueille l'US Dax depuis 1958.

Le projet de rénovation du stade Maurice-Boyau, dont l'appel d'offre date de 2009 et le choix du concept est arrêté depuis le 30 septembre 2010 en faveur du regroupement du club de l'US Dax et de l'entrepreneur Vinci qui œuvre alors sous le nom de SAS Maurice-Boyau, prévoit en marge de la nouvelle enceinte sportive de 10 000 places assises la création d'un espace commercial de 15 740 m2, les travaux de la partie sportive étant indissociables du lancement de la partie commerciale, la seconde servant de garantie financière à la première. L'entrepreneur Redeim porte également le projet aux côtés de l'US Dax et de Vinci. Le projet est réorganisé en mai 2013 en deux postes distincts : la construction du stade, conservée à la charge de la SAS Maurice-Boyau représentée par les instances du club, et la partie commerciale, sous la direction des groupes Redeim et Vinci.
Malgré la validation du volet commercial par la Commission départementale d'aménagement commercial (CDAC) le 7 février 2013, puis par la Commission nationale d'aménagement commercial (CNAC) le 25 juin 2013 à la suite de trois recours,, un nouvel appel est déposé au mois de novembre auprès du conseil d'État par l'association nationale En toute franchise basée à Mont-de-Marsan et spécialisée dans la défense des commerçants indépendants et des artisans, déjà à l'origine de l'un des trois recours devant la CNAC. Ce nouveau référé retarde selon les estimations de Redeim le projet de deux ans, et pénalise par la même occasion la rénovation du stade.
Le 3 décembre 2014, le conseil d'État officialise sa décision : les recours contre le projet de centre commercial sont une nouvelle fois rejetés.
Malgré la relégation sportive du club hors des divisions professionnelles, la société Rédeim renouvelle son intention de mener à son terme le projet ainsi que de déposer un permis de construire au plus tard après la période estivale.

### Décès
L'ancien pilier emblématique de l'US Dax Jean Bachelé meurt dans la nuit du 5 au 6 mars 2015 à l'âge de 82 ans à Dax. Deux fois finaliste du championnat de France, il formait la fameuse première ligne dacquoise des « Trois B » avec le second pilier André Berilhe et le talonneur Léon Berho.
Le troisième ligne aile de l'US Dax Bernard Dutin, également international français, meurt le 15 mai 2015 à l'âge de 70 ans à Dax. Il a été deux fois finaliste du championnat de France.